# Buddismo giapponese

Il Buddha Amida (阿彌陀) di Kamakura (1252). Le mani sono nel "gesto della meditazione" (dhyānamudrā, giapp. 禪定印 zenjō-in) tipica del Buddha Amida giapponese, ovvero con le punte degli indici che toccano i pollici, gesto denominato 弥陀の定印 mida no jō-in, mentre le gambe sono incrociate nella "posizione del loto" (padmāsana, giapp. 結跏趺坐 kekkafu za). In cima al capo emerge la uṣṇīṣa (giapp. 頂相 chinzō) mentre in mezzo agli occhi è posta la ūrṇā (giapp. 白毫 byakugō), questi ultimi due appartengono ai Trentadue segni maggiori di un Buddha (giapp. 三十二相 sanjūni sō). Le grandi orecchie indicano la "grande rinuncia" in ricordo della sua vita da re quando indossava pesanti orecchini ricoperti di pietre preziose.

Il buddhismo giapponese merita particolare attenzione nella storia della religione buddista poiché costituito in buona parte dalla continuazione o dall'evoluzione delle antiche scuole del buddismo cinese, alcune oggi estinte nel paese d'origine, introdotte nell'arcipelago nipponico in epoche diverse.
Inoltre, l'introduzione della scrittura e della cultura cinese, che sono all'origine della Storia del Giappone propriamente detta (VI secolo) fu veicolata anche da rapporti di carattere religioso e i monaci buddisti rimarranno per lungo tempo i tramiti e gli interpreti più importanti della cultura continentale in Giappone.
Per questo motivo la storia del buddismo giapponese è praticamente inscindibile dalla storia stessa del paese, la cui cultura ha influenzato profondamente e su più livelli. Queste scuole si sono inoltre diffuse nel resto del mondo (cfr. buddismo in Occidente), in particolare il buddismo zen e il buddismo Nichiren rappresentano due delle scuole buddiste più diffuse fuori dall'Asia assieme al buddismo tibetano e al buddismo Theravada.

## Le scuole buddiste giapponesi
Il buddismo nella lingua giapponese viene denominato come 佛教 (bukkyō, insegnamento del Buddha) e si compone di differenti scuole (宗 shū, dottrina).

### Sei scuole di Nara
Con buddismo di Nara o "sei scuole di Nara" (Nanto Rokushū, o semplicemente Rokushu, giapponese 六宗) si intendono le sei scuole nate in questa città durante il periodo Nara (710-784) in cui essa era capitale imperiale; le più diffuse sono la scuola Ritsu e la Kegon, che hanno in comune la venerazione verso il Buddha Vairocana, rappresentazione del dharmakāya di tutti i Buddha.
 Scuola Ritsu (律宗, Ritsu shū o Risshū) 

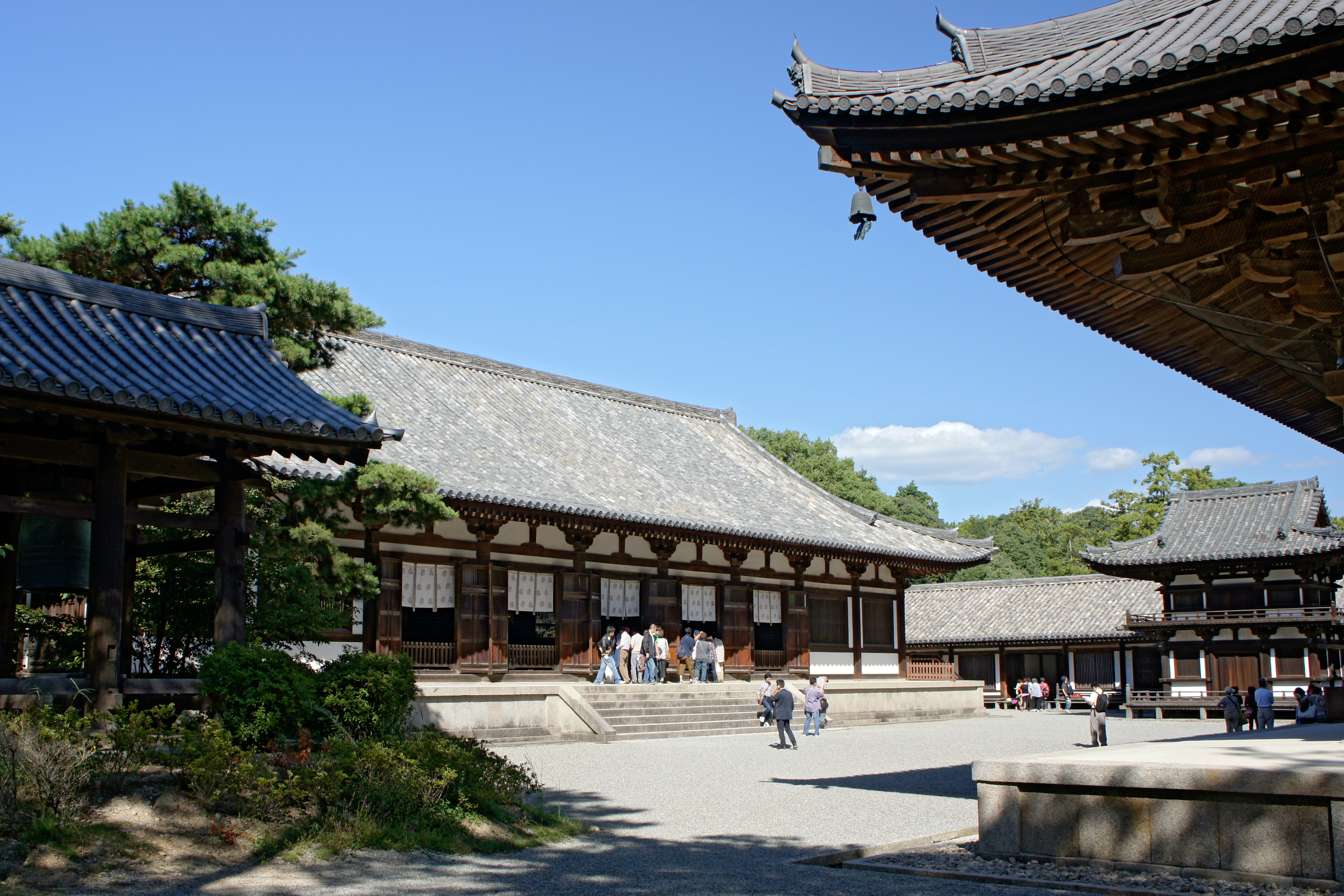
Il tempio di Tōshōdai-ji a Nara, sede della scuola Ritsu.

Lignaggi e dottrine sono quelle della scuola cinese Lǜ, fondata nel VII secolo da Dàoxuān (道安, 596-667). Si fonda sullo studio del Cāturvargīya-vinaya (Quadruplici regole della disciplina, 四分律 pinyin: Shìfēnlǜ, giapp. Shibunritsu, è conservato nel Lǜbù) della scuola Dharmaguptaka, tradotto in cinese nel 408 da Buddhayaśas (in cinese 佛陀耶舍 Fótuóyéshè, IV-V secolo) e da Zhú Fóniàn (竺佛念, IV-V secolo).
Fu introdotta in Giappone dal monaco cinese, di scuola Lǜ, Dàoxuán Lüshi (道璿律師 702-760, giapp. Dōsen Risshi) invitato alla Corte di Nara dall'imperatore Shōmu (聖武天皇, regno: 724-749) e giunto in Giappone nel 736.
Fino a quel momento le comunità buddiste giapponesi non avevano alcun vinaya di riferimento, fu proprio Dàoxuán Lüshi a introdurre per primo le regole monastiche in Giappone. Impressionato dalla preparazione di Dàoxuán Lüshi e dalle regole del vinaya Dharmaguptaka da lui osservate, Shōmu inviò due prelati giapponesi in Cina per invitare un altro maestro di scuola Lǜ, Jiànzhēn (鑑眞, 688-763; giapp. Ganjin), che giunse nel 754 dopo alcune difficoltà. Il tempio di scuola Kegon, il Tōdai-ji (東大寺) fu trasformato subito da Jiànzhēn nella prima pedana di ordinazione monastica giapponese.
La scuola tutt'oggi risiede a Nara nel tempio Tōshodai-ji (唐招提寺).
 Scuola Kusha (倶舎宗, Kusha shū) 
Origina dalla scuola cinese, di ispirazione Hīnayāna, Jùshè, e come questa si fonda sull'Abhidharma-kośa-bhāsya (Tesoro dell'Abhidharma, 阿毘達磨倶舍論本頌, pinyin Āpídámójùshèlùn běnsòng, giapp. Abidatsumakusharon honshō, è conservato nel Pítánbù, T.D. 1560), composto nel V secolo dal sarvāstivāda (poi seguace sautrantika e infine patriarca cittamātra Vasubandhu) e tradotto nel 651 da Xuánzàng. Nel 658, i monaci giapponesi di scuola Hossō, Chitsū (智通, VII secolo) e Chidatsu (智達, VII secolo), allievi di Xuánzàng, ne trasferirono gli insegnamenti in Giappone fondando la scuola Kusha.
L'appartenenza dei suoi fondatori ad un'altra scuola di chiara estrazione Mahāyāna (per la precisazione cittamātra), come d'altronde lo stesso loro maestro Xuánzàng, indica come questa piccola scuola sia legata alla tradizione Hossō e, tuttavia, dedicata allo studio dell'Abhidharma-kośa-bhāsya.
 Scuola Sanron (三論宗, Sanron shū) 

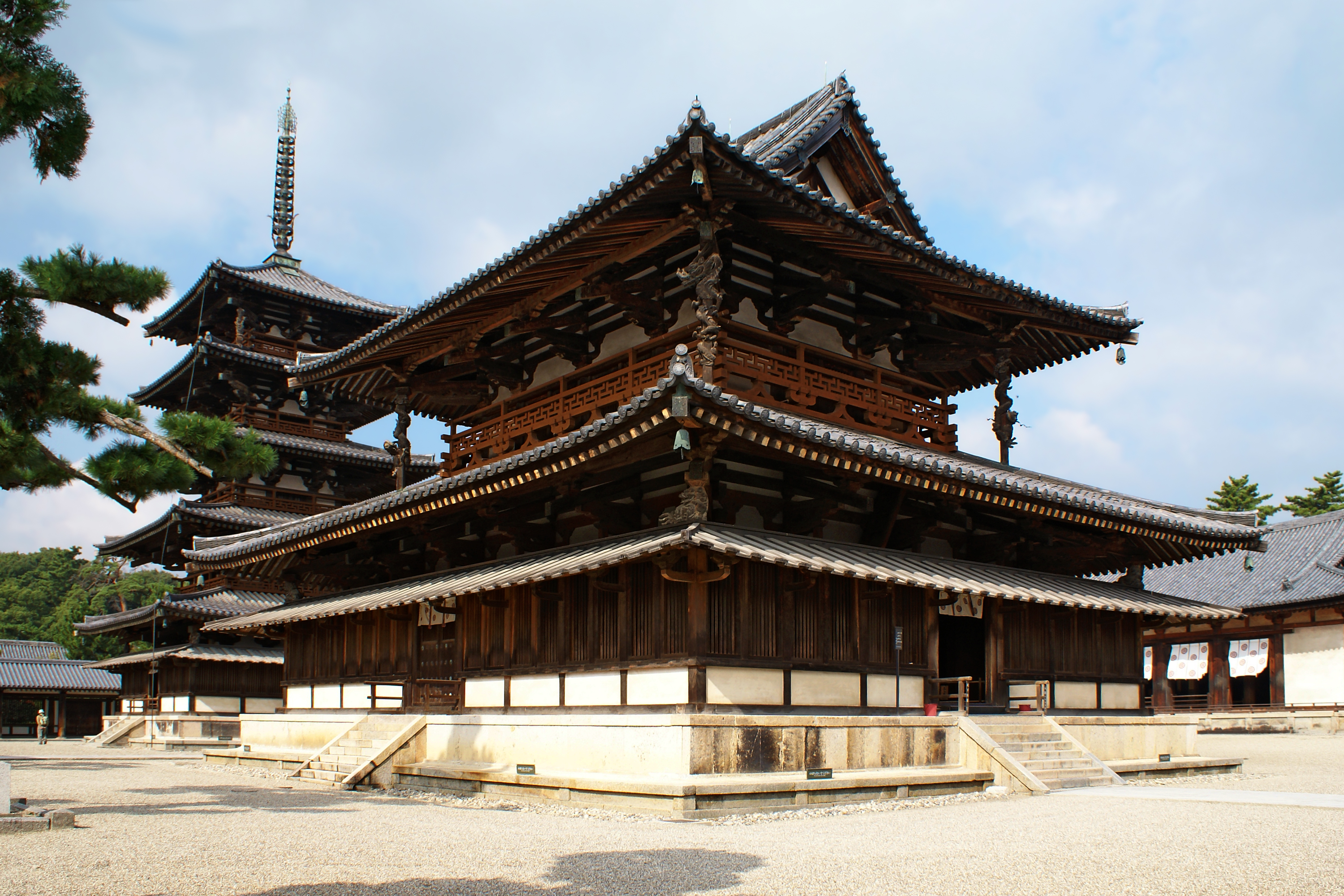
Il tempio Gangō-ji oggi a Nara. Dapprima sede della scuola Sanron divenne poi sede della scuola Hossō, di cui oggi rappresenta la denominazione Shōtokū-shū. È considerato il primo tempio buddista giapponese.

Fa riferimento, per dottrine e lignaggi, alla scuola cinese Sānlùn. E come la Sānlùn si concentrò sullo studio dei tre trattati (sanron) ad impronta Mādhyamika, conservati nello Zhōngguānbù. Si ritiene, tuttavia, che questi tre trattati fosse noti già un secolo prima, trasferiti in Giappone da monaci coreani.
Fu tuttavia l'arrivo del monaco coreano Hyegwan (coreano 혜관, giapp. 慧灌 Ekan, date sconosciute), discepolo diretto del settimo patriarca cinese Sānlùn Jízàng (吉藏, giapp. Kichizō, 549-623), che giunse in Giappone nel 625 divenendo l'abate del tempio Asukadera-ji (飛鳥寺) ad Asuka-kyō (飛鳥), a fondare, di fatto, la scuola Sanron.
Nel corso dei secoli successivi la scuola Sanron verrà assorbita dalle scuole Tendai, Hossō e Kegon.
 Scuola Jōjitsu (成実宗, Jōjitsu shū) 
Origina dagli insegnamenti della scuola cinese, di impronta mādhyamika e simile alla Sānlùn, Chéngshí. Le sue dottrine furono trasferite in Giappone, nel 625, dal monaco coreano Hyegwan, lo stesso che trasferì le dottrine Sānlùn fondando la scuola Sanron.
La sua particolarità è che era centrata sullo studio del Tattvasiddhi-śāstra (成實論 pinyin: Chéngshí lùn, giapp. Jōjitsuron, si trova nel Lùnjíbù) di Harivarman, da cui prende il nome. Come la scuola Sanron fu assorbita nel corso degli anni dalle scuole Hossō, Kegon e Tendai. Fu comunque sempre considerata, in Giappone, un ramo secondario della scuola Sanron.
 Scuola Kegon (華厳宗, Kegon shū) 

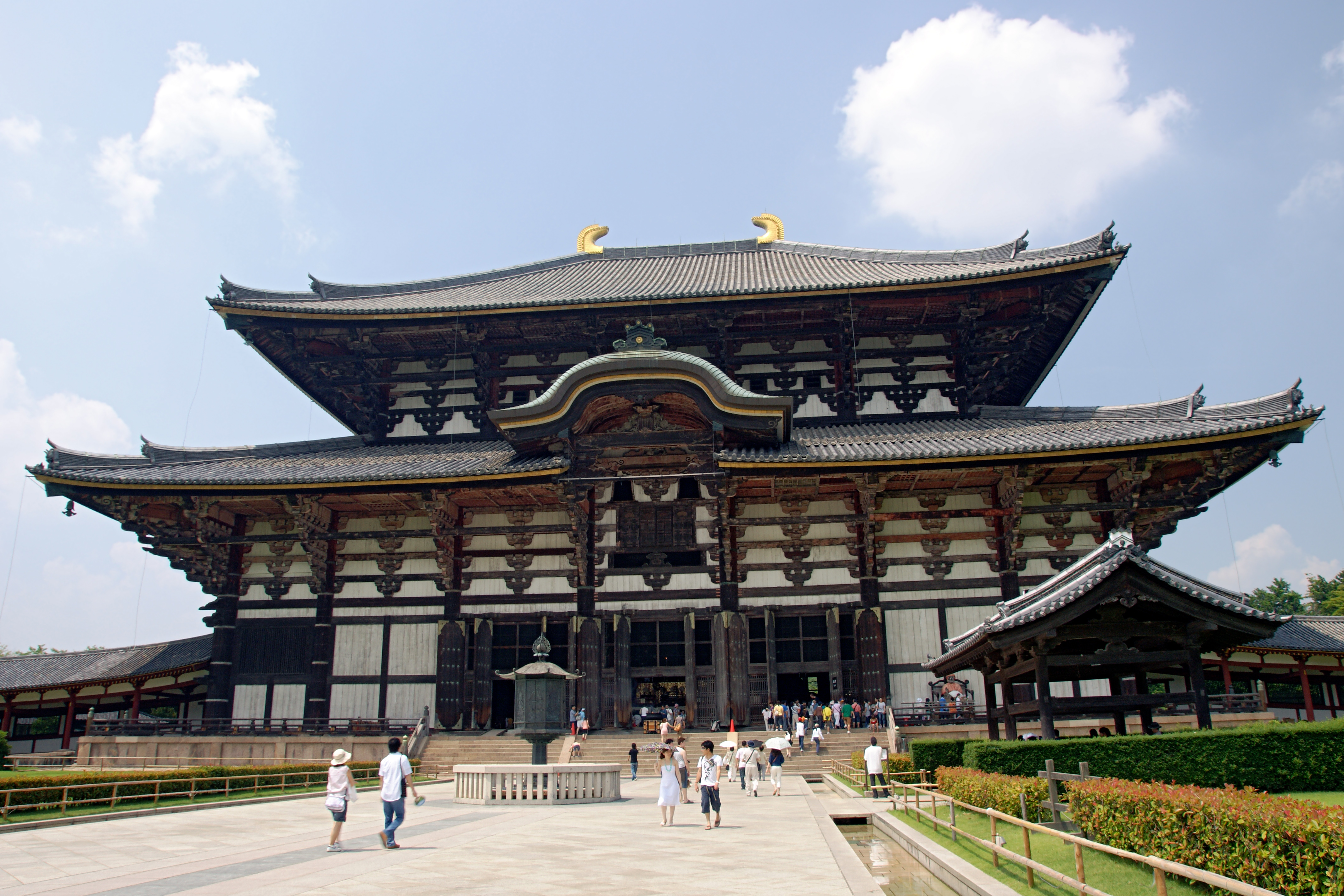
Il tempio Tōdai-ji a Nara sede, ancora oggi, della scuola Kegon.

Deriva dalla scuola cinese Huāyán e come queste venera l'Avataṃsakasūtra (華嚴經, pinyin Huāyánjīng, giapp. Kegon kyō, Sutra della ghirlanda fiorita di Buddha, conservato nello Huāyánbù), sutra considerato il più importante e completo da questa scuola. Particolare riguardo è riservato all'ultimo capitolo, il Gaṇḍavyūhasūtra (入法界品 pinyin: Rù fǎjiè pǐn, giapp. Nyū hokkai bon, Capitolo sull'ingresso dentro il Regno della Realtà).
La dottrina di questa scuola verte su una radicale lettura olistica e omnicentrica di tutta la Realtà. Il primo ingresso in Giappone dell'Avataṃsakasūtra è datato 736, quando il fondatore della scuola Ritsu, il monaco cinese Dàoxuān Lüshi, ne portò una copia dal suo paese.
Nel 740 il monaco coreano Simsang (심상, cin. 審祥 Shěnxiáng, giapp. Shinshō o Shinjō, ?-742), allievo del patriarca cinese Fǎzàng (法藏, 643-712), insegnò l'Avataṃsakasūtra e le dottrine della scuola Huāyán alla corte imperiale di Nara, fondando di fatto la scuola giapponese Kegon.
Nello stesso luogo della esposizione della dottrina del sutra, l'imperatore Shōmu fece erigere il tempio Tōdai-ji dove poi pose, nel 752, l'enorme statua del Buddha Vairocana (吠嚧遮那, giapp. Hairoshana), il Daibutsu (大佛). Durante il periodo Nara fu la scuola buddista preferita dalla Corte imperiale per la sua dottrina religiosa che poteva essere rispecchiata in una dottrina politica unificante lo Stato.
Il suo tempio, il Tōdai-ji fu per due secoli il tempio principale dove avvenivano le ordinazioni monastiche. Fu poi eclissato dall'Enryaku-ji della scuola Tendai che, tuttavia, operò solo ordinazioni mahāyāna rifuggendo il Vinaya di origine hīnayāna (Dharmaguptaka), utilizzato anche da questa scuola.
 Scuola Hossō (法相宗 Hossō shū) 
È la versione giapponese della scuola cinese Fǎxiāng (法相宗, Fǎxiāng zōng) fondata da Xuánzàng nel 645 dopo il suo ritorno dal viaggio in India. Il pellegrino giapponese Dōsho (道昭, 629-700) ne riportò in patria insegnamenti e lignaggi nel 653, trasferendoli nel monastero Gangō-ji (元興寺, costruito nel 588 è considerato il primo tempio buddista fondato in Giappone) di Asuka. Nel 658 trasmise il lignaggio al suo discepolo Gyōgi (行基, 667-748), denominata la trasmissione del monastero del Sud (南寺傳). Nel 716 il monaco Genbō (玄昉, ?-746) si recò in pellegrinaggio in Cina dove studiò presso la scuola Fǎxiāng sotto il maestro Zhìzhōu (智周, 668-723).
Tornato in Giappone nel 735 trasmise il lignaggio a Zenju (善珠, 727-797), inaugurando la trasmissione del monastero del Nord perché avvenne nel tempio Kōbuku-ji a Nara dove a scuola si era stabilita al seguito della Corte imperiale. Dopo un periodo di splendore, la scuola Hossō declinò progressivamente fino a scontrarsi con la scuola Tendai.
Tutt'oggi esistente, è considerata come una scuola particolarmente erudita che si fonda sullo studio del Vijñaptimātratāsiddhi-śāstra (Trattato sulla realizzazione del niente altro che conoscenza, 成唯識論 pinyin: Chéngwéishìlùn, giapp. Jōyuishikiron, conservato nello Yúqiébù) opera fondamentale di Dharmapāla tradotta da Xuánzàng (T.D. 1585.31.1a-59a) che poi è un commentario al Triṃśikāvijñaptikārikā di Vasubandhu.

### Scuola Tendai (天台宗,Tendai shū)

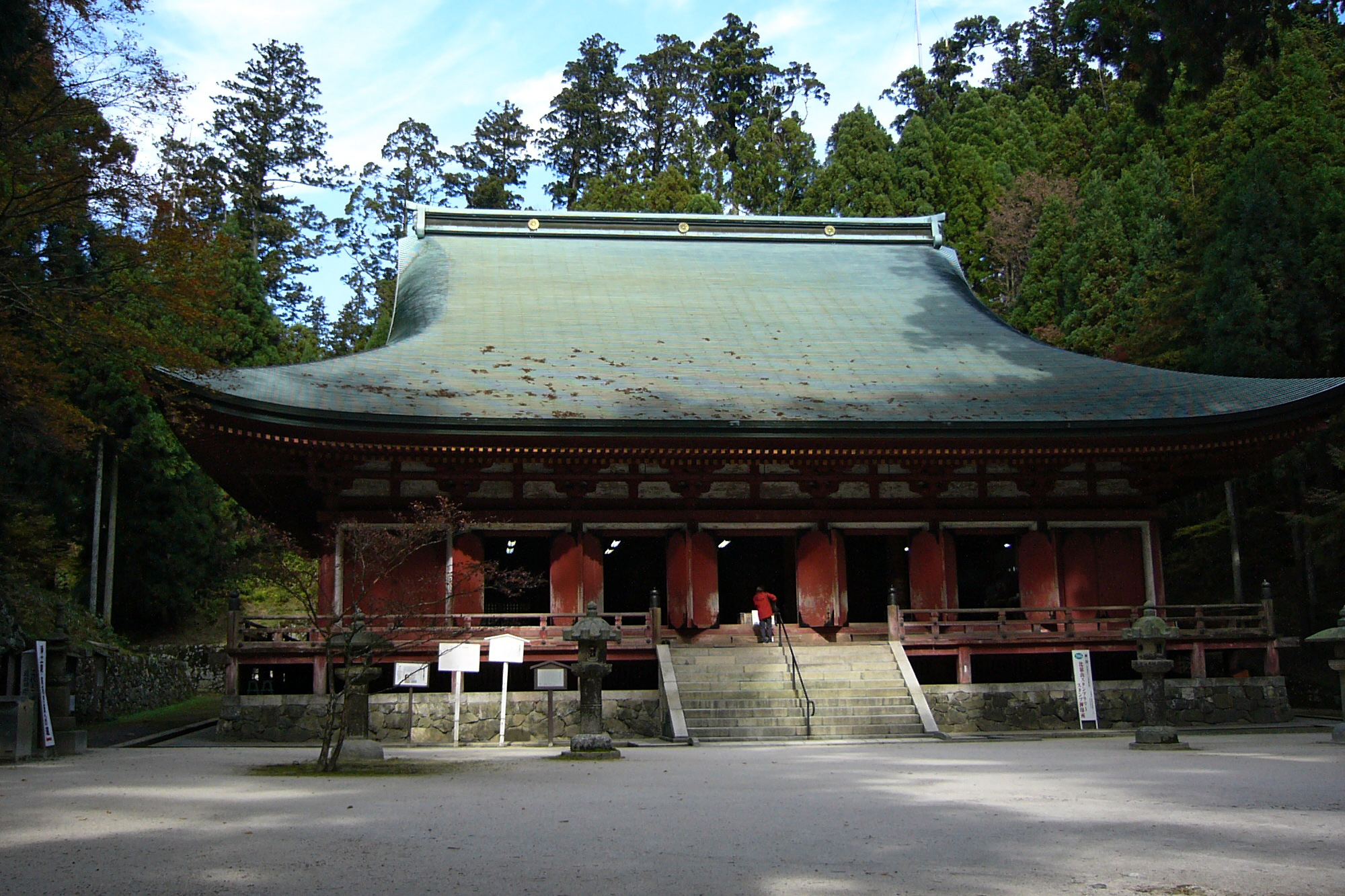
Il padiglione della predicazione del Dharma del Tempio Enryaku-ji, tempio centrale della scuola Tendai sul Monte Hiei.

È una delle scuole più importanti del buddismo giapponese ed è all'origine di molte scuole ancora oggi esistenti come lo Zen Rinzai, lo Zen Sōtō, il Nichiren, il Jōdo e il Jōdo Shin.
Fu fondata nell'804 da Saichō, un monaco giapponese che aveva compiuto un pellegrinaggio in Cina da dove aveva riportato dottrine, lignaggi e testi della scuola cinese Tiāntái (天台宗) fondata da Zhìyǐ (智顗) nel VI secolo, la quale, insieme alle scuole Huāyán e Chán e Zhēnyán aveva rappresentato l'aspetto più significativo del buddismo cinese. Questa scuola fonda i suoi insegnamenti sul Sutra del Loto (sanscrito Saddharmapundarīkasūtra, giapp. 妙法蓮華經 Myōhō renge kyō o Hokkekyō), sulla dottrina dell'Enyū santai (圓融三諦), sull'Ichinen sanzen (一念三千) e sulle dottrine esoteriche (密教 mikkyō), che qui prendono la denominazione di taimitsu (台密), derivate soprattutto dal Mahāvairocanāsūtra o Mahāvairocanābhisaṃbodhi-vikurvitādhiṣṭhāna-vaipulyasūtra (Il sutra di Mahavairocana, 大日經 cin. Dàrì jīng, giapp. Dainichikyō).
È una scuola in cui l'aspetto dello studio delle dottrine va sempre accompagnato alla pratica meditativa, denominata shikan (止觀) la quale si fonda sulle opere del Móhē Zhǐguān (摩訶止觀, Grande trattato di calma e discernimento, giapp. Maka Shikan, T.D. 1911) e del Tóngméng Zhǐguān (童蒙止觀, Trattato di calma e discernimento per principianti; in giapponese 小止観 Shō Shikan, Piccolo trattato di calma e discernimento; T.D. 1915) di Zhìyǐ dove questa pratica meditativa viene descritta.
Dal punto di vista della disciplina monastica, la scuola Tendai, come anche le scuole Zen, segue solo i 58 precetti mahāyāna indicati nel Brahmajālasūtra (梵網經 pinyin: Fànwǎng jīng, giapp. Bonmō kyō, Il Sutra della rete di Brahma).

### Scuola Shingon (真言宗,Shingon shū)

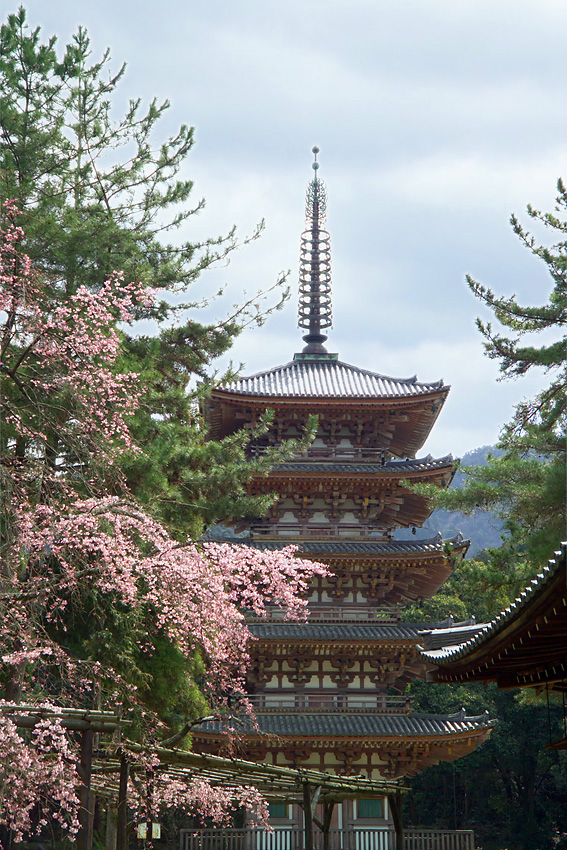
Una pagoda del Daigo-ji, uno dei templi principali della scuola Shingon, a Fushimi-ku, Kyoto.

Scuola fondata dal monaco giapponese Kūkai che nell'anno 804, durante il periodo Heian, si recò in Cina dove apprese le pratiche tantriche della scuola Vajrayāna cinese Zhēnyán; al suo ritorno portò con sé numerosi testi, deciso a importare la scuola nel suo Paese.
Nel tempo elaborò la propria sintesi delle pratiche e delle dottrine esoteriche, basate sul culto del Buddha cosmico Vairocana, che nella scuola è venerato come Mahāvairocana Tathāgata (大日如来, giapp. Dainichi Nyorai). La dottrina della scuola Shingon si basa su due testi fondamentali: il Vajrasekhara Sūtra (金剛頂経, giapp. Kongochō yugakyō, Sutra della punta del vajra) e il Mahāvairocanābhisaṃbodhi (大日経, Dainichi Kyō, Sutra della Bodhi di Mahāvairocanā).
Oltre ai due testi fondamentali nelle scuole Shingon si attribuisce massima importanza al Adhyardhasatika Prajnaparamitasutra (giapp. Rishukyō, 理趣経), al Kongōbu Rōkaku Issai Yugayugi kyō (金剛峯楼閣一切瑜伽瑜祇経) e a molti altri compendi indiani quali il Susiddhikara Sadhanopayikapatala (蘇悉地羯羅経, giapp. Soshitsujikara kyō).
Molto importanti sono anche le opere esegetiche e i trattati dello stesso Kūkai. Il buddismo Vajrayāna poggia le sue fondamenta sui rituali e le pratiche meditative rivolte al raggiungimento dell'"illuminazione"; secondo lo Shingon, l'"illuminazione" non è una realtà distante, tale da richiedere innumerevoli rinascite, ma un obiettivo raggiungibile nella vita attuale, coltivando il potenziale spirituale (Natura-Buddha), innato in ogni essere vivente. Con l'aiuto di un buon maestro e allenandosi a controllare il corpo, le parole, e la mente, è possibile liberare questo potenziale per il beneficio proprio e altrui.
L'"obiettivo" della pratica di questa scuola è perciò «diventare Buddha in questa vita, con questo corpo» (giapp. sokushin jōbutsu gi, 即身成仏義).

### Scuola Nichiren (日蓮宗,Nichiren shū)
Le scuole del buddismo Nichiren sono l'insieme di scuole buddiste giapponesi che fanno riferimento alla figura e agli insegnamenti di Nichiren (日蓮, 1222-1282) un monaco giapponese di scuola Tendai.

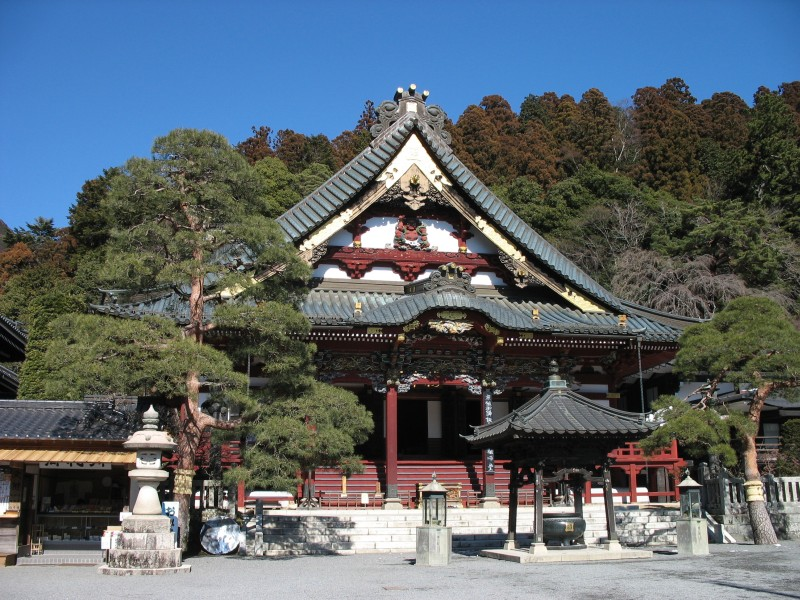
Il tempio buddista di scuola Nichiren shū, Kuon-ji sul Monte Minobu nella prefettura di Yamanashi.

Il loro lignaggio monastico è fatto risalire direttamente al Buddha Śākyamuni e al Bodhisattva Bhaiṣajyarāja (藥王, cin. Yàowáng, giapp. Yakuō, Re della medicina) e ripercorre il lignaggio della scuola cinese Tiāntái (天台宗), arrivando al fondatore della scuola giapponese Tendai, Saichō (最澄, 767-822), e, infine, a Nichiren ritenuto a sua volta la manifestazione del Bodhisattva Viśiṣṭacāritra (諸異行, cin. Zhūyìxíng, giapp. Jogyō).
Le dottrine di queste scuole hanno in comune la venerazione e lo studio del Sutra del Loto (sanscrito Saddharmapundarīkasūtra, giapp. 妙法蓮華經 Myōhō renge kyō o Hokkekyō), considerato il più importante e completo insegnamento buddista, lo studio dei relativi commentari da parte dei maestri cinesi di scuola Tiāntái, Zhìyǐ (智顗, 538-597), Guàndǐng (灌頂, 561-632) e Zhànrán (湛然, 711-782) nonché dello stesso Saichō.
Della scuola Tendai, il buddismo Nichiren rigetta la pratica meditativa dello shikan, in quanto ritenuta inadatta nell'epoca attuale denominata mappō (末法), le pratiche esoteriche (密教 mikkyō) del taimitsu (台密), ritenute non conformi alle dottrine originali, e la pratica del nembutsu (念佛, recitazione del nome di Buddha) quest'ultima sostituita dal daimoku (題目, letteralmente "titolo", ma riferito a letteratura sacra come i sūtra, giapp. 経 kyō) ovvero dalla recitazione del titolo giapponese del Sutra del Loto, Nam myōhō renge kyō.
Ciò che differenzia, tra loro, le scuole del buddismo Nichiren è, nella suddivisione in due parti (本迹二門, giapp. honjaku nimon, cin. běnjī èrmén) del Sutra del Loto, la considerazione della prevalenza o meno delle dottrine esposte negli ultimi 14 capitoli (本門, giapp. honmon, cin. běnmén) rispetto ai primi 14 capitoli (迹門, giapp. sakumon, cin.  jī mén). Secondo la Nichiren shū tale prevalenza non esiste a differenza della Nichiren Shōshū per cui invece essa sussiste.
Questa differenziazione dottrinale non è di poco conto. Nei secondi 14 capitoli del Sutra del Loto viene esposta la dottrina del Buddha eterno (giapp. 本佛 Honbutsu).
Se il Buddha è eterno e chiunque può divenire Buddha, allora il Buddha dell'ultimo giorno della Legge (vedi mappō) non può che essere colui che ha predicato la corretta dottrina del Sutra del Loto, ovvero Nichiren.
Questa ultima posizione propria, ad esempio, della Nichiren Shōshū e della Soka Gakkai, non è condivisa dalla Nichiren shū che, come ad esempio la Risshō Kōsei Kai, ritiene che il Buddha eterno si sia espresso nella forma del Buddha Śākyamuni a cui va offerta la venerazione restando Nichiren "solo" una manifestazione del bodhisattva Viśiṣṭacāritra. Da tenere presente che a parte gli aspetti popolari che sconfinano in una pratica pressoché devozionale e quasi "teistica", da punto di vista dottrinale, riscontrabile nei trattati e nei commentari di queste scuole, il punto di partenza di tutte queste manifestazioni è sempre e solo la vacuità così come viene espressa nelle dottrine, di matrice Tiāntái, denominate in giapponese enyū santai (圓融三諦) e ichinen sanzen (一念三千) anche se nella particolare interpretazione di Nichiren.
Con i loro 30 milioni di seguaci e i loro 6.500 templi, le scuole del buddismo Nichiren rappresentano oggi la forma di buddismo più diffusa in Giappone.
 Scuola Nichiren Shō (日蓮正宗, Nichiren Shōshū) 

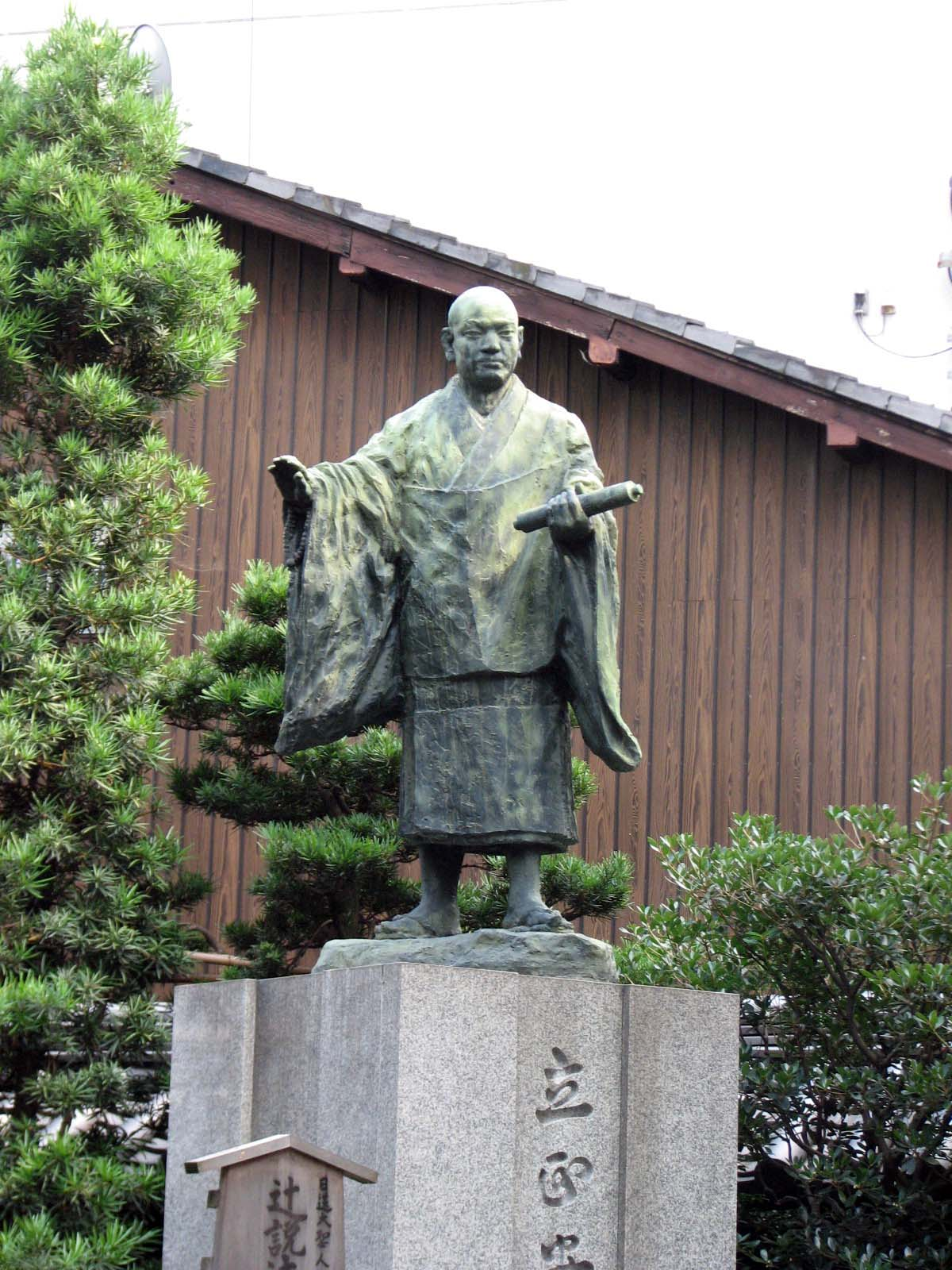
La statua di Nichiren, situata all'esterno del tempio Honnō-ji a Teramachi, distretto di Kyoto

La prima divisione all'interno delle scuole del buddismo Nichiren nasce pochi anni dopo la morte del fondatore. Prima di morire, Nichiren affidò a sei dei suoi discepoli anziani il compito di organizzare la diffusione della sua dottrina e quello di curare il tempio Kuon-ji (久遠寺) da lui fondato sul monte Minobu nella provincia di Kai.
Le turbolenze politiche e militari del Giappone alla fine del XIII secolo non consentivano la presenza costante e contemporanea nel tempio Kuon-ji da parte di questi sei discepoli: Nikkō (日興, 1246-1333), Nikō (日向1253-1314), Nichirō (日朗, 1245-1320), Nisshō (日昭, 1221-1323), Nichiji (日持, 1250-?) e Nitchō (日頂, 1252-1317). Così Nikkō, riuscendo invece a garantire una presenza costante nel monastero Kuon-ji ricoprì, a partire dal 1285, il ruolo di abate. Dopo qualche anno venne raggiunto da Nikō, che ottenne di diventare responsabile della formazione dei monaci, finché non ebbe con lui un duro scontro dottrinale relativo alla condotta di un importante devoto laico della scuola, Hakiri Sanenaga (波木井実長, 1222–97), signore della parte meridionale dell'attuale provincia di Kai, dove aveva sede il monastero Kuon-ji. Sanenaga aveva infatti reso omaggio ai Kami (神, gli dèi scintoisti) violando, secondo Nikkō ma non secondo Nikō, l'insegnamento del maestro Nichiren.
Perso nel 1289 il controllo del monastero Kuon-ji, Nikkō si trasferì in un altro monastero, il Taiseki-ji (大石寺), situato alle pendici del Fuji portando con sé il Dai Gohonzon (禦 本尊), una tavola lignea su cui, il 12 ottobre del 1279, Nichiren aveva inciso un mandala rappresentante il Dharma, l'universo e la vita in esso contenuta. Su questa separazione dottrinale vertono i due principali rami scolastici Nichiren: il Nichiren Shū che fa riferimento a Nikō e il Nichiren Shōshū che invece fa riferimento a Nikkō.
È da tener presente che la polemica in questione non è di poco conto. Il ruolo assegnato alla figura di Nichiren dalla Nichiren Shōshū è quello di Buddha dell'ultimo giorno della Legge, come previsto nel capitolo Juryō (壽量品 Durata della vita del Buddha) XVI capitolo del Sutra del Loto, e quindi di fatto viene venerato al posto del Buddha Śākyamuni.
L'atteggiamento nei confronti delle altre fedi religiose e delle altre confessioni buddiste è di gran lunga più rigido rispetto alla Nichiren-shū, che continua invece nella venerazione del Buddha Śākyamuni ed è decisamente più tollerante ed aperta nei confronti delle altre scuole buddiste. Ed è proprio il rapporto con le altre scuole buddiste e il ruolo da assegnare al proprio fondatore Nichiren la linea di discrimine di tutte le successive separazioni scolastiche all'interno del buddismo Nichiren.
 Le associazioni laiche originate dal buddismo Nichiren 
- Kokuchūkai (国柱会)

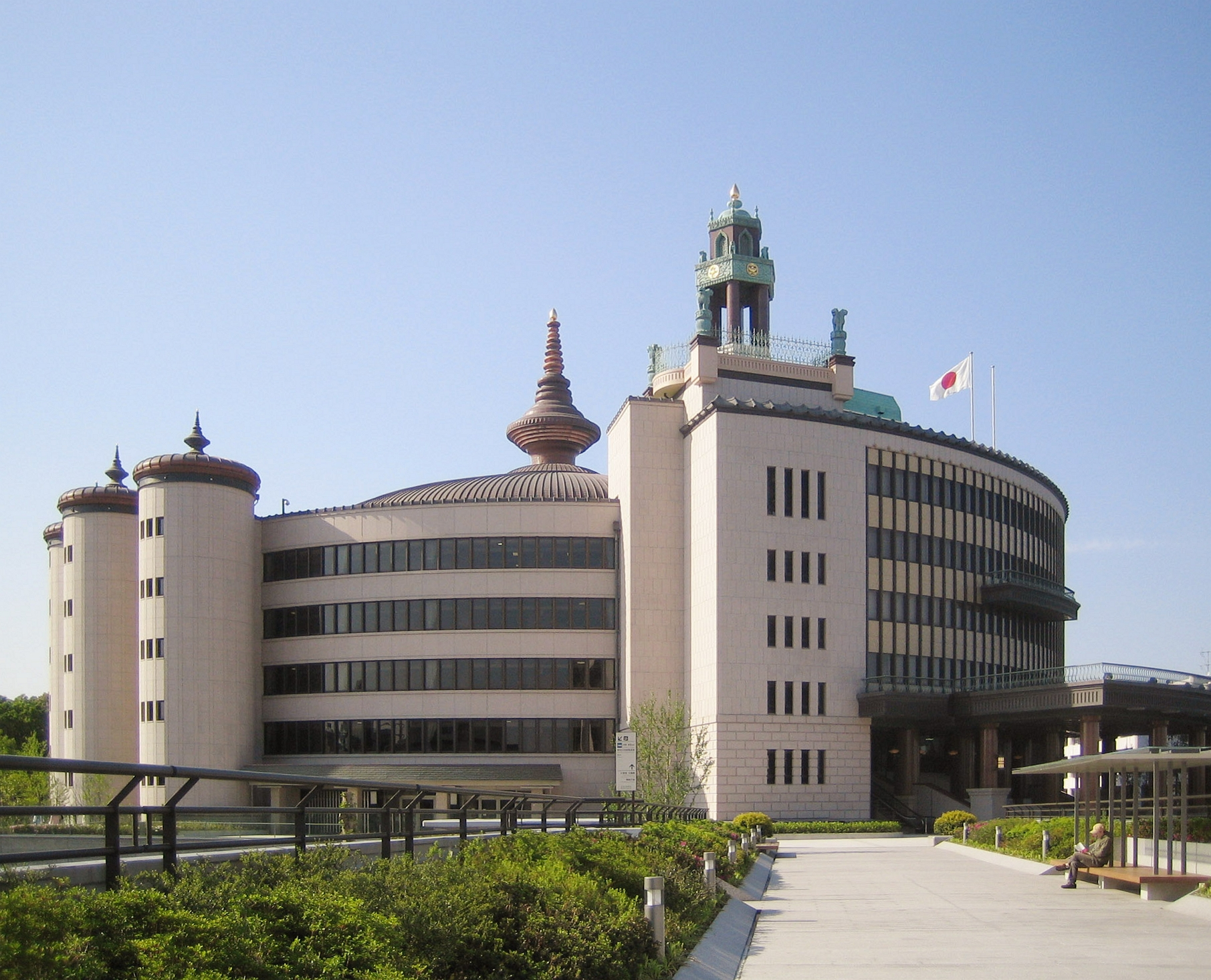
La sede principale della Risshō Kōsei Kai a Tokyo.

"Associazione per il sostegno della nazione" fondata nel 1879 da Tanaka Chigaku (田中智學, 1861-1939), un monaco della scuola Nichiren che rinunciò ai voti per fondarla. Tanaka era convinto che il buddismo Nichiren in grave crisi verso la fine del XIX secolo, occorresse di una spinta dall'esterno delle istituzioni monastiche e decise di rivolgersi ai laici ottenendo grande consenso che, tuttavia, scemò al termine della prima guerra mondiale.
Nel 1922 Tanaka ottenne dal governo imperiale il titolo postumo di Risshō Daishi conferito a Nichiren.
- Reiyūkai (霊友会)

"Associazione degli amici spirituali" fondata nel 1925 da Kotani Kimi (小谷喜美, 1901–1971) una devota laica del buddismo Nichiren con poteri sciamanici e da suo cognato Kubo Kakutarō (久保角太郎, 1890-1944). La Reiyūkai pratica il daimoku ma afferma di venerare solo il Gohonzon. Celebra il culto degli antenati, riti di divinazione e pratiche di guarigione. Ha una tendenza fortemente spiritualista.
- Risshō Kōsei Kai (立正佼成会)

Importante organizzazione laica fondata nel 1938 da Niwano Nikkyō (庭野日敬, 1906-1999) e dalla sua discepola Naganuma Myokō (長沼妙佼, 1889-1957).
È il movimento di maggior successo nato da una separazione dalla Reiyūkai. Sostiene che l'unico soggetto di venerazione deve essere il Buddha Shakyamuni mentre il Gohonzon va riverito ma non venerato. Combina lo studio dei sutra con pratiche di edificazione morale dei suoi membri, riuniti in sessione di crescita personale (法座, giapp. hōza, cin. fǎzuò, dal sanscrito dharmâsana, luogo dove si discute del Dharma).
Con i suoi circa sei milioni di seguaci e i 239 luoghi di pratica in Giappone, Risshō Kōsei Kai si pone come la seconda associazione laica dopo la Sōka Gakkai. Fuori del Giappone presenta sette centri di pratica ed è in rapporti di collaborazione con la Chiesa cattolica, condividendo importanti iniziative comuni con il Movimento dei focolari fondato da Chiara Lubich.
La Risshō Kōsei Kai è attivamente impegnata nel dialogo interreligioso e il suo precedente presidente, Nikkyō Niwano (庭野日敬, 1906 - 1999), è stato tra i fondatori della World Conference Religions for Peace (WCRP).
- Sōka Gakkai (創価学会)

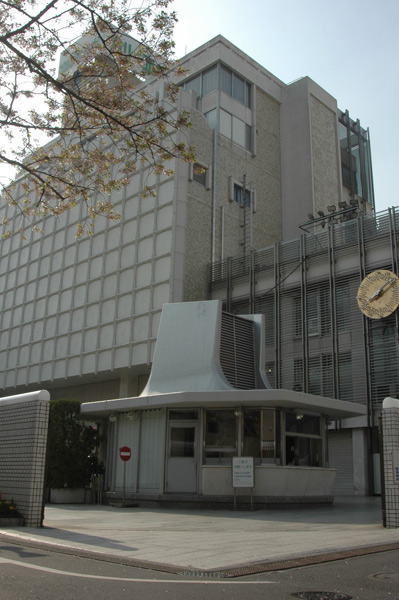
La sede principale della Soka Gakkai a Tokyo.

È la più diffusa e discussa associazione laica buddista di scuola Nichiren. Fu fondata da Tsunesaburō Makiguchi (牧口常三郎, 1871-1944) e da Jōsei Toda (戸田城聖, 1900-1958) nel 1930 con il nome Sōka kyōiku gakkai (創価教育学会, Associazione pedagogica per la creazione di valore). Makiguchi svolgeva l'attività di educatore e il suo scopo iniziale era la promozione di nuovi modelli pedagogici fondati sulla responsabilità individuale e sul pragmatismo allo scopo di realizzare le proprie potenzialità sia in ambito spirituale che materiale. Divenne presto un seguace della scuola Nichiren Shōshū e ritenne di poter applicare le sue convinzioni pedagogiche alle dottrine religiose propugnate da questa scuola. Ostile al militarismo giapponese, allo Shintoismo e al culto dell'imperatore, Makiguchi fu arrestato nel 1943 per essersi rifiutato di rispettare una legge che obbligava i cittadini giapponesi a conservare nelle loro abitazioni dei simboli scintoisti di buon augurio per la nazione. Morì in prigione nel 1944. Dopo la morte di Makiguchi, Tōda, divenutone presidente nel 1950, rilanciò l'associazione cambiandole il nome in Sōka gakkai (創価学会, Associazione per lo sviluppo dei valori).
Dopo la morte di Tōda, che poté assistere direttamente alla grande diffusione per tutto l'arcipelago giapponese della associazione da lui fondata, divenne presidente, nel 1960, Daisaku Ikeda il quale, nel 1975, fondò la Sōka Gakkai internazionale al fine di svolgere un'attività missionaria in tutto il mondo, attività che ha raccolto circa un milione di seguaci non giapponesi.
Nel novembre 1991, preoccupata per il crescente modernismo e occidentalismo della Soka Gakkai, nonché in disputa con lei per questioni dottrinali e di culto, la Nichiren Shōshū ha condannato apertamente l'associazione, scomunicandone tutti i suoi membri.
Dal punto di vista dottrinale, tuttavia, la Sōka Gakkai si discosta ben poco dalle dottrine diffuse dalla Nichiren Shōshū. Nella pratica religiosa di questa associazione, Nichiren ha infatti sostituito il Buddha Śākyamuni, questo perché il fondatore del buddismo Nichiren viene identificato, come in altre denominazioni del buddismo Nichiren di derivazione Nichiren Shōshū, con il Buddha dell'ultimo giorno della Legge, proclamato nel XVI capitolo del Sutra del Loto. Come altri seguaci del Sutra del Loto, vedono tutti i Buddha come manifestazioni del Buddha eterno.
La Sōka Gakkai venera il Gohonzon e pratica la recitazione e la venerazione del titolo del Sutra del Loto (daimoku).

### Scuole Zen (禅)

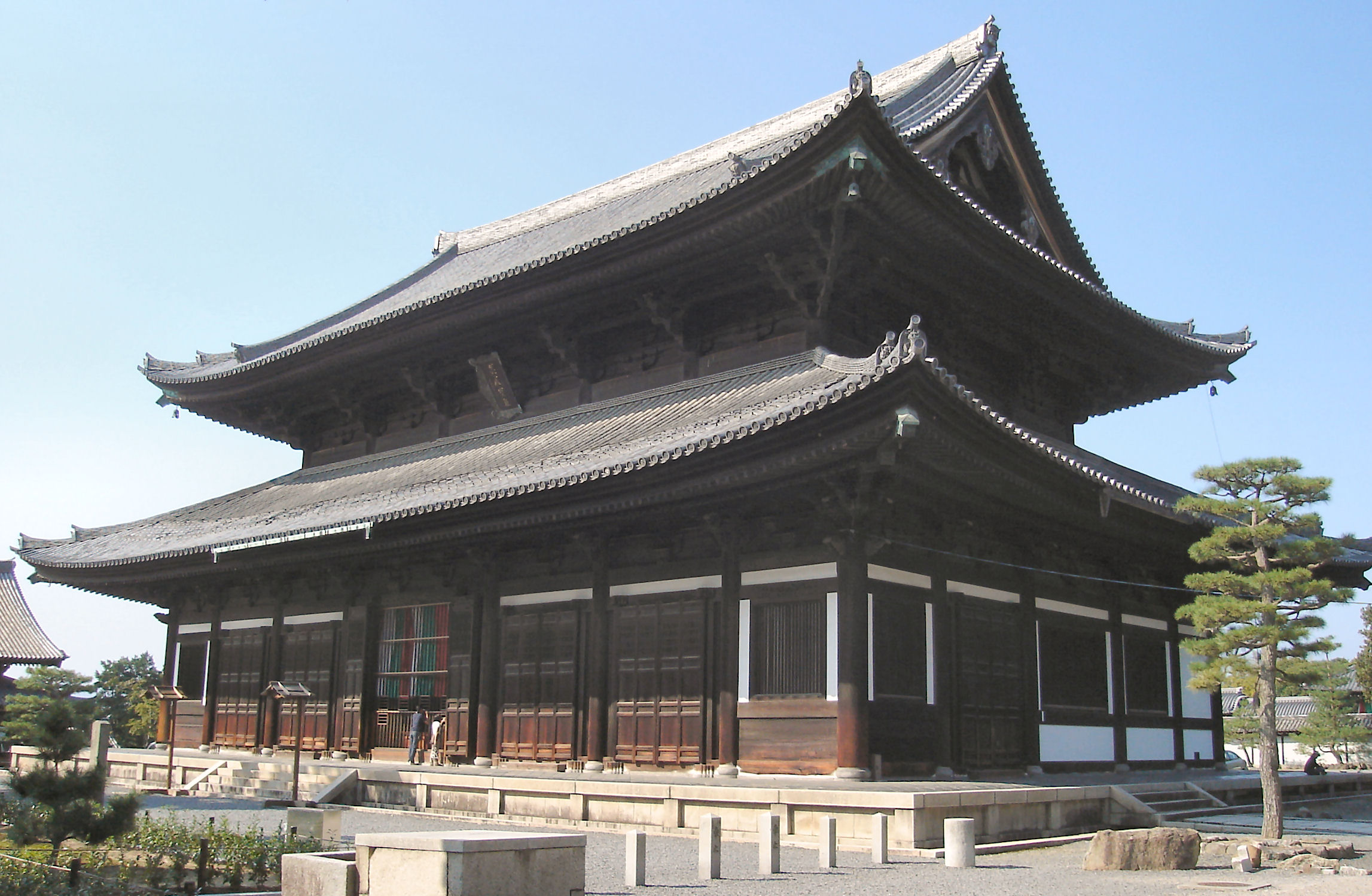
Il padiglione principale del tempio Tofuku-ji a Kyoto. Seppur costruito, nel 1236, secondo i voleri di Fujiwara Michiie patrono Enni Ben'en, come luogo di pratica Tendai, Shingon e Zen, divenne presto un tempio della scuola Zen Rinzai e risulta oggi il tempio Zen più antico del Giappone.

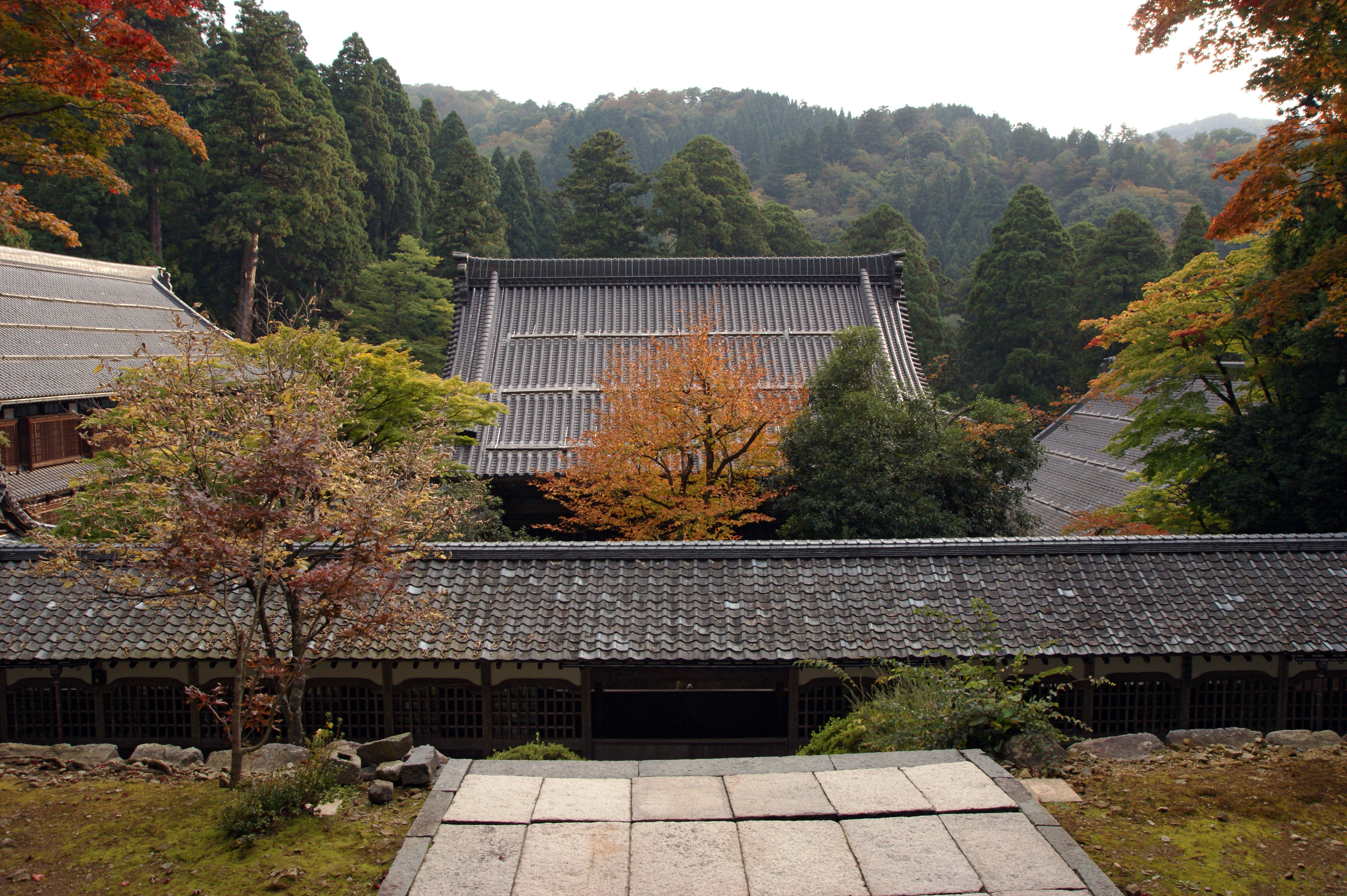
L'ingresso al tempio Eihei-ji, il tempio principale della scuola Zen Sōtō fondato, da Dōgen nel 1244, nei pressi di Echizen.

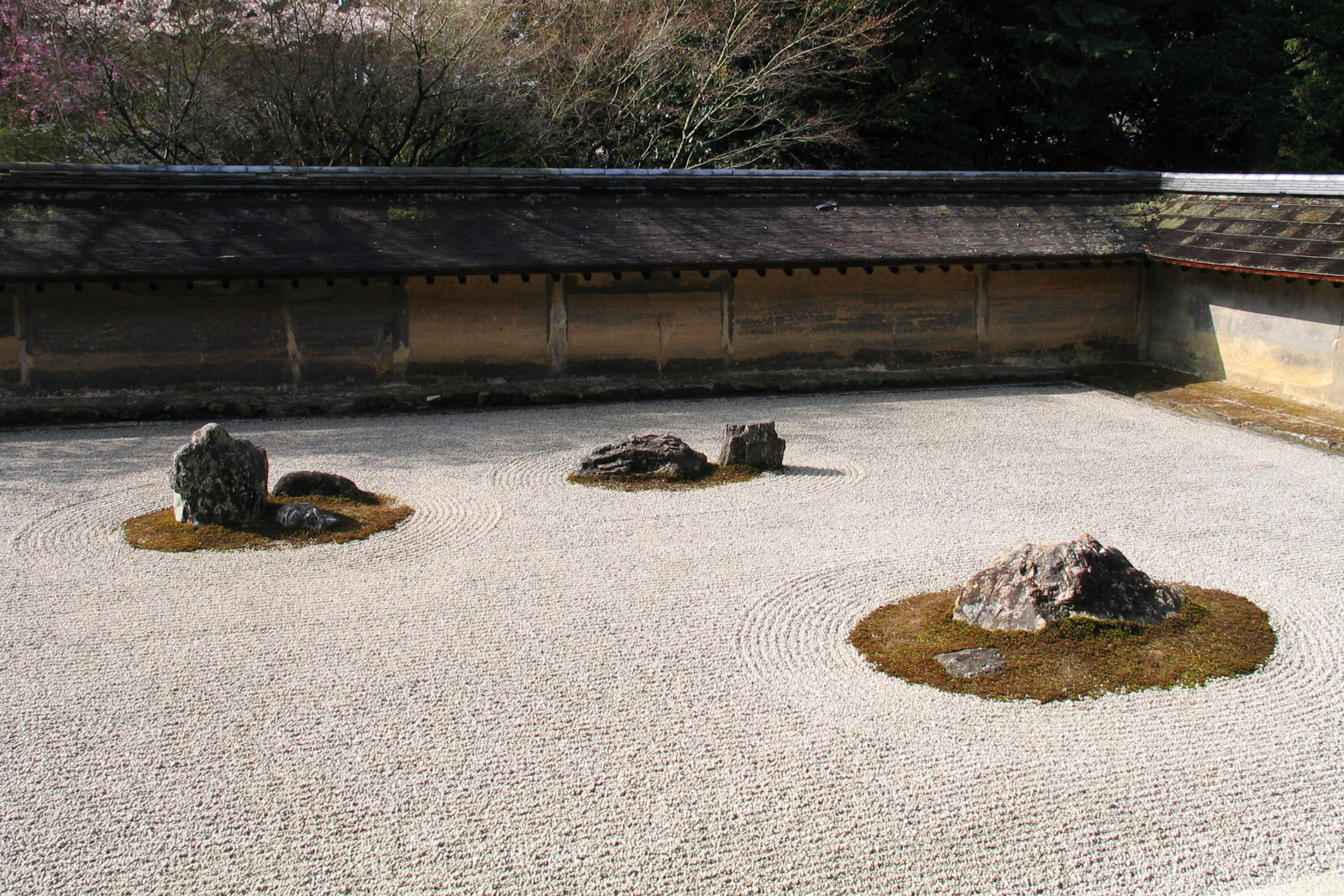
Il giardino Zen del tempio Zen Rinzai Ryōan-ji (龍安寺) a Kyoto

Le scuole del buddismo Zen derivano per lignaggi, dottrine e testi strettamente (anche se con delle specifiche evoluzioni) da quelle del buddismo Chán fondato in Cina dal leggendario monaco indiano Bodhidharma.
Furono trasferite nell'arcipelago giapponese da monaci Tendai di ritorno dai loro viaggi in Cina. Oppure, successivamente, trasferite da monaci cinesi missionari in Giappone. L'introduzione del buddismo Zen, come scuola autonoma, in Giappone ha avuto un processo piuttosto sofferto. Tali difficoltà non si riscontrarono tanto nel trasferimento di dottrine, testi e lignaggi quanto piuttosto nel rendere autonomo lo Zen dalla scuola Tendai.
Saichō (最澄,767-822), il fondatore del buddismo Tendai, introdusse nel IX secolo in Giappone anche gli insegnamenti del buddismo Chán Beizōng (北宗, Scuola settentrionale) ricevendo, sempre in Cina, anche il lignaggio della scuola buddista Chán denominata Niútóuchán (anche 牛頭宗, Niútóu zōng), fondata da Fǎróng (法融, 594-657), che scomparirà dalla Cina pochi decenni dopo ma che egli trasferirà in Giappone come scuola Gozu (牛頭宗, Gozu shū).
Le dottrine Chán erano quindi regolarmente studiate e praticate sul Monte Hiei, sede della scuola Tendai, fin dal IX secolo.
Nel XII secolo, il monaco tendai Eisai (栄西, 1141-1215) studiò il Chán durante il suo secondo soggiorno in Cina, sotto la guida del maestro Xuan Huaichang (虛庵懷敞, giapp. Kian Esho, date sconosciute), appartenente al ramo Huánglóng (黃龍, giapp. Ōryū) della denominazione Linji (臨濟, giapp. Rinzai). Tornato in Giappone, ebbe difficoltà ad insegnare tali dottrine al di fuori del contesto curricolare tradizionale previsto dal principale monastero Tendai, l'Enryaku-ji (延暦寺). Nonostante questo, Eisai non uscirà mai dalla scuola Tendai.
Un primo tentativo di una scuola autonoma Zen fu compiuto da un altro monaco tendai, Dainichi Nōnin (大日能忍, morto nel 1196?) che inviati due discepoli in Cina, ottenne il lignaggio cinese dal maestro Zhuan Deguang (1121–1203) a sua volta erede del Dharma del maestro di denominazione Linji, Dahui Zonggao (大慧宗杲, 1089–1163) fondando la Daruma shū (達磨宗). Un tentativo finito piuttosto male se consideriamo che, nel 1194, un decreto imperiale probirà le sue dottrine e distruggerà la sua scuola con i suoi monasteri.
Dopo gli importanti tentativi di Eisai e di Dainichi Nōnin, miglior successo lo ottenne Enni Ben'en (圓爾辯圓, anche Shōichi Kokushi, 1201-1280) altro importante monaco tendai che studiò il Chán dapprima sul Monte Hiei, poi durante un pellegrinaggio in Cina da dove fu il primo a trasferire il ramo Yōgi (楊岐, cin. Yángqí) della denominazione Linji, appreso sotto il maestro cinese Wúzhǔn Shīfàn (無準師範, giapp. Bujun Shipan o Bushun Shihan, 1177–1249). E se neanche Enni Ben'en si distaccò dalla scuola Tendai, il fatto che ricoprisse il ruolo di abate del prestigioso monastero Tōfuku-ji (東福寺), a Kyoto, diede grande prestigio alle dottrine Zen da lui insegnate.
Ormai i tempi erano maturi perché alcuni maestri cinesi del Chán potessero giungere in Giappone: Lánxī Dàolóng (溪道隆, giapp. Rankei Dōryū, 1213-1278), fondatore, nel 1253, del monastero Kenchō-ji (建長寺) a Kamakura; Wùān Pǔníng (兀菴普寧, giapp. Gottan Run'ei, 1197–1276), vissuto solo 4 anni in Giappone, dove ricoprì il ruolo di abate del tempio Kennin-ji ((建仁寺), fondato da Eisai a Kyoto nel 1202; Dàxiū Zhèngniàn (大休正念, giapp. Daikyū Shōnen, 1214–1289), che fondò il monastero Kinpōzan Jōchi-ji (金宝山浄智寺) a Kamakura; infine Wúxué Zǔyuán (無學祖元, giapp. Mugaku Sogen, 1226–1286), che fu l'abate del monastero Engaku-ji (円覚寺) a Kamakura.
Nello stesso periodo, un altro monaco tendai nonché discepolo di Eisai, Dōgen (道元, 1200-1253), anche lui di ritorno dalla Cina dove aveva studiato sul Monte Tiantong (天童山 Tiantong shan) sotto la guida del maestro, di denominazione Caódòng, (曹洞) Rujing (如淨, 1163-1228), ottenne il certificato di "illuminazione" e il lignaggio di trasmissione (傳法, cin. chuánfǎ, giapp. denpō) della scuola Chán Caódòng. Tornato in Giappone nel 1225, Dōgen si trasferirà nel 1230 nel tempio Anyo-in (安養院) alla periferia di Kyoto, consumando una frattura definitiva con la scuola Tendai e fondando la scuola giapponese Zen Soto.
Le scuole del buddismo Zen, pur con delle differenze, conservano tutte la centralità della pratica meditativa denominata zazen (座禅), una minore attenzione allo studio dei sutra e una cura particolare (presente peraltro anche nelle altre scuole) nei confronti della trasmissione del "lignaggio" (戒脈, cin. jiè mài, giapp.  kai myaku) che procede, secondo questa tradizione, mediante l'ishin denshin (以心傳心, cin. yǐxīn chuánxīn, trasmissione "da mente a mente") ovvero da maestro a discepolo senza l'utilizzo delle parole, ovvero per tramite di una intuizione improvvisa che genera l'illuminazione profonda (悟, cin. wù, giapp. go o satori).
Le scuole Zen Rinzai e Sōtō sono, unitamente alla associazione laica di derivazione Nichiren Soka Gakkai, le scuole buddiste giapponesi più diffuse oggi in Occidente.
 Scuola Zen Rinzai (臨濟宗, Rinzai shū) 
La scuola Rinzai deriva dalla denominazione Línjì (臨済) del buddismo Chán.
Il primo a trasferire dottrine e lignaggi di questa scuola fu il monaco giapponese d scuola Tendai Eisai di ritorno dal suo secondo viaggio in Cina. Dopo essere stata a lungo inglobata nella scuola Tendai, lo Zen Rinzai divenne una scuola autonoma a partire dal XIII secolo. Questa separazione si realizzò proprio grazie ai maestri cinesi di scuole chán línjì (臨済), Lánxī Dàolóng, fondatore, nel 1253, del monastero Kenchō-ji a Kamakura; Wùān Pǔníng, abate del tempio Kennin-ji a Kyoto; Dàxiū Zhèngniàn che fondò il monastero Kinpōzan Jōchi-ji a Kamakura; infine Wúxué Zǔyuán che fu l'abate del monastero Engaku-ji a Kamakura.
Questi maestri, che furono per lo più invitati dalle autorità di governo giapponese, insegnarono lo Zen Rinzai con le relative dottrine e pratiche esattamente come era impartito nella Cina del XIII secolo. Con gli shōgun Ashikaga, lo Zen Rinzai ottenne ulteriori riconoscimenti e protezioni da parte del governo.
Dopo aver subìto influenza dalla scuola Zen Obaku, fu riformata da Hakuin Ekaku (白隠慧鶴, 1686-1769) il quale eliminò le pratiche nenbutsu proprie della scuola Obaku, centrando le dottrine e le pratiche Rinzai sullo studio dei kōan e sullo zazen. Tutti i maestri Zen Rinzai conservano oggi nel loro lignaggio il nome di Hakuin.
 Scuola Zen Sōtō (曹洞宗, Sōtō shū) 
Questa scuola fu fondata dal monaco tendai Dōgen (道元, 1200-1253) quando nel 1230, trasferendosi nel tempio Anyo-in (安養院) alla periferia di Kyoto, avviò la separazione con la scuola Tendai.
La dottrina di questa scuola è riportata nell'opera di Dōgen, lo Shōbōgenzō (正法限蔵, La Custodia della Visione del Vero Dharma) e consiste nella pratica dello zazen secondo la modalità denominata shikantaza (只管打坐, Solo sedersi). Oggi questa è la scuola Zen più importante del Giappone con circa quindicimila templi e trentuno monasteri. Appartenente a questa scuola fu Haku'un Yasutani (安谷白雲, 1885-1973), fondatore della Sanbō-Kyōdan (三宝教団) una scuola Zen che cerca di coniugare il Sōtō con il Rinzai e che si è diffusa in Occidente.
 Scuola Zen Fuke (普化宗, Fuke shū) 

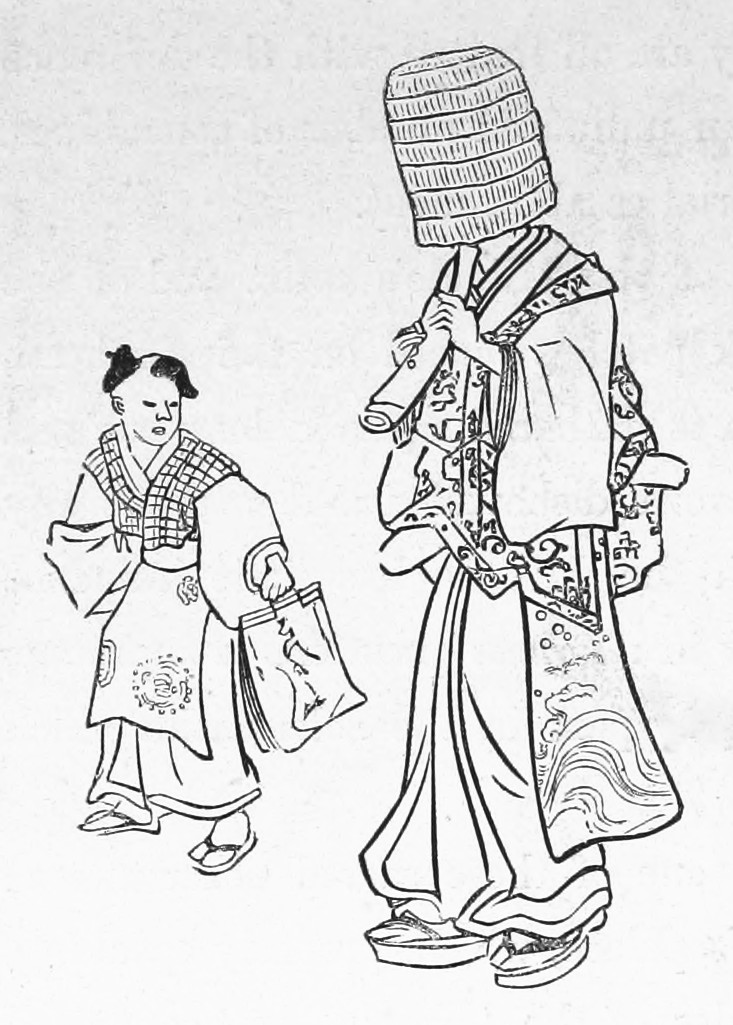
Un monaco Zen fuke (komusō) con il caratteristico copricapo mentre suona il flauto shakuhachi in una stampa del 1867.

La scuola Zen Fuke origina da un movimento di ex samurai itineranti denominati komusō (虚无僧, lett. monaco della vacuità).
I monaci komusō, già di osservanza Rinzai, vivevano di elemosine suonando il flauto shakuhachi (尺八), indossando un cappello fatto di canne che gli oscurava buona parte del volto, questo rappresentava la loro pratica meditativa denominata suizen (吹禪). La scuola Zen Fuke vantava le sue origini dal monaco cinese di scuola chán Pǔhuà (普化, giapp. Fuke) vissuto durante la Dinastia Tang da cui la scuola prende il nome. Pǔhuà, contemporaneo e stretto amico di Línjì Yìxuán (臨済義玄, giapp. Rinzai Gigen, ?–866), fu un maestro dai comportamenti iconoclasti e gioiosi, uso a camminare cantando al suono di una piccola campana.
Secondo questa tradizione la scuola Fuke fu portata in Giappone da Shinchi Kakushin (心地覺心, 1207–1298); secondo gli studiosi invece tale scuola nacque in Giappone durante l'Era Tokugawa.
Vietata dal Governo imperiale nel 1871 la scuola scomparve. Testo storico di questa scuola fu il Kyotaku Denki (虚铎传记, Campana della vacuità) opera del XVIII secolo.
 Scuola Zen Ōbaku (黃檗宗, Ōbaku shū) 
La scuola Zen Ōbaku è una delle tre scuole Zen esistenti oggi in Giappone. La sua nascita la si deve al monaco cinese chán di tradizione Línjì (臨済), Yǐnyuán Lóngqí (隱元隆琦, giapp. Ingen Ryūki, 1592-1673) giunto in Giappone nel 1654.
Questa scuola è molto simile allo Zen Rinzai conservando tuttavia alcune peculiarità cinesi proprie del suo fondatore. Innanzitutto una maggiore attenzione ai sutra rispetto alla scuola Rinzai versata principalmente allo studio dei kōan, in secondo luogo alla pratica del nenbutsu tipiche della scuole della Terra Pura già inserite in Cina nella scuola Chán da Zhū Hóng (株宏, 1535-1615) nel XVI secolo; infine l'osservanza dei precetti del Cāturvargīya-vinaya (四分律 Shibunritsu) e non solo quelli del Brahmajālasūtra (梵網經 Bonmō kyō) come è tradizione invece per le scuole Zen Rinzai e Sōtō e per la scuola Tendai.
Influenzò profondamente la scuola Rinzai fino a quando la riforma attuata da Hakuin Ekaku (白隠慧鶴, 1686-1769) non eliminò dalla scuola Rinzai la pratica del nenbutsu a favore del solo studio dei kōan e della pratica dello zazen.

### Scuole amidiste
Scuola Jōdo (浄土宗, Jōdo shū) 

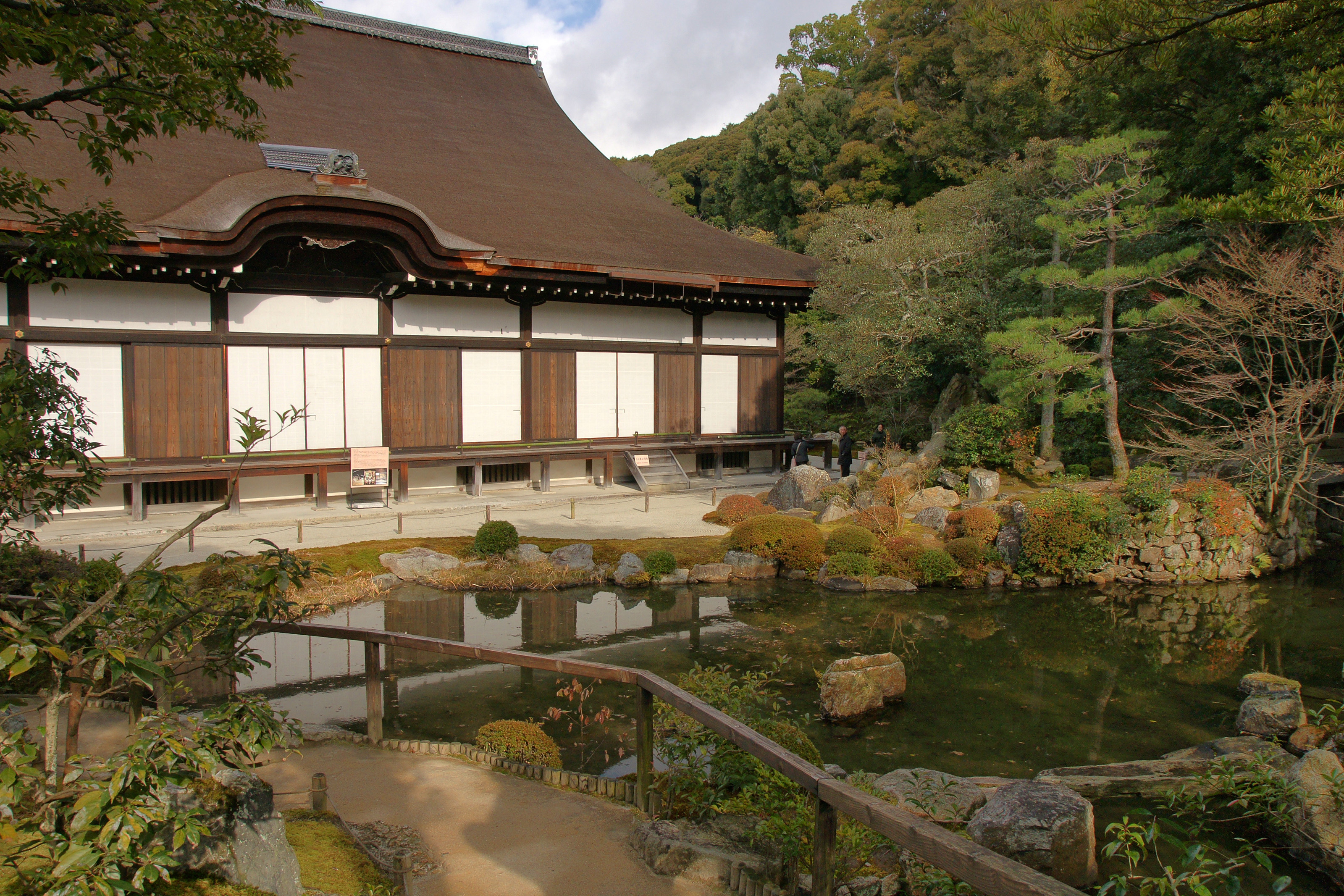
Il tempio Chion-in (知恩院) a Kyoto. È il tempio principale della scuola Jōdo.

La scuola Jōdo fu tra le prime scuole del buddismo della Terra Pura ad essere fondata, nel XII secolo, in Giappone.

Tuttavia le prime scritture di questo approccio al buddismo che ricalca la scuola buddista cinese Jìngtǔ (淨土宗, Jìngtǔ zōng), come l'Amitâbha-sūtra (Sutra di Amitabha, 阿彌陀經 giapp. Amida kyō; T.D. 366.12.346b-348b), erano già presenti in Giappone fin dal VII secolo.

La pratica del nenbutsu (念佛), ovvero l'invocazione del nome del Buddha Amitābha (giapp. 阿彌陀佛, Amida butsu) nel mantra Namu Amida Butsu (南無阿弥陀仏, Omaggio al Buddha della Luce infinita), parte centrale degli insegnamenti e delle pratiche spirituali di questa scuola, erano anch'esse già presenti fin dalla fondazione nella scuola Tendai nel IX secolo.

Quando il monaco tendai Hōnen (法然, 1133-1212) fonderà nel 1175 la scuola Jōdo non farà altro quindi che scegliere di praticare solo il nenbutsu abbandonando le altre pratiche religiose e meditative proprie della scuola Tendai. Tale scelta Hōnen la prenderà a seguito dello studio dell'opera cinese Guānwúliáng shòufójīng shū (觀無量壽佛經疏, giapp. Kammuryō jubutsukyō sho, T.D. 1753.37.245-279) di Shàndǎo (善導, 613-681) quinto patriarca cinese della scuola Jìngtǔ.
La scelta di Hōnen sarà seguita presto da molti suoi discepoli, tra cui Shinran (親鸞, 1173-1262) i cui discepoli fonderanno la scuola Jōdo Shin (浄土真宗, Jōdo shin-shū). Esiliato nel 1207, Hōnen morirà pochi anni dopo lasciando come testamento la sua principale opera Ichimai kishōmon (一枚起請文, Giuramento in una foglia).
 Scuola Jōdo Shin (浄土真宗, Jōdo shin-shū) 
Tradizionalmente fondata dal monaco tendai Shinran (親鸞, 1173-1262), a sua volta allievo di Hōnen, la scuola Jōdo Shin fu in realtà fondata dai suoi discepoli e si distingue dalla scuola Jōdo per una minore attenzione ai codici disciplinari monastici, consentendo, ad esempio, ai suoi monaci di contrarre matrimonio oppure di mangiare carne. Sempre rispetto alla scuola Jōdo vi è una minore attenzione alla pratica del nenbutsu a favore di una più semplice pratica della fede nel Buddha Amida.
 Scuola Ji (時宗, Ji shū) 
Questa scuola fu fondata nel XIII secolo dal monaco tendai Ippen (一遍, 1239-1289). Già seguace delle pratiche del nenbutsu (念佛) Ippen ebbe una rivelazione ricevuta dalle divinità (giapp. 神 kami) di diffondere ovunque questa pratica religiosa. Così abbandonato ogni legame e con un gruppo di seguaci Ippen attraversò il paese cantando il nome del Buddha Amitābha (giapp. 阿彌陀佛, Amida butsu) per mezzo di una danza estatica denominata nenbutsu odori (念仏踊り).
Secondo le dottrine di questa scuola tutte le pratiche buddiste non posseggono altro scopo che condurre a recitare il nenbutsu. Opere centrali di questa scuola sono il Sutra del Loto (giapp. Myōhō renge kyō o Hokkekyō), e l'Amitâbha-sūtra (Sutra di Amitabha, giapp. Amida kyō).
 Scuola Yūzū Nenbutsu (融通念仏宗, Yūzū nenbutsu shū) 

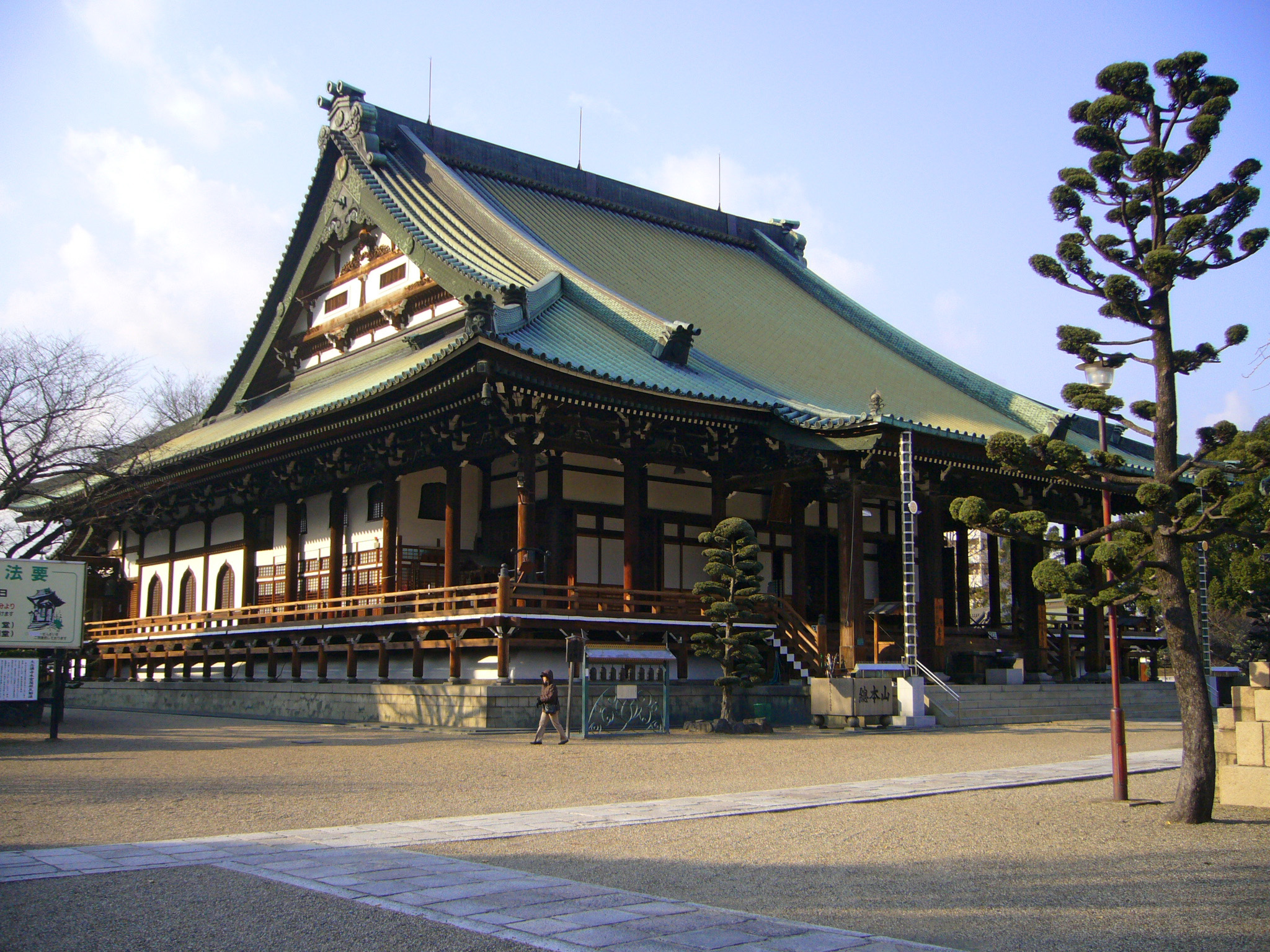
Il tempio Dainenbutsu-ji (大念仏寺), tempio della scuola Yūzū Nenbutsu, ad Osaka.

Questa scuola venne fondata nel XII secolo dal monaco di scuola Tendai, Ryōnin (良忍, 1072-1132). Sutra fondamentali in questa scuola sono: l'Avataṃsakasūtra (giapp. Kegon kyō, Sutra della ghirlanda fiorita di Buddha) e il Sutra del Loto (giapp. Myōhō renge kyō o Hokkekyō), insieme ai tre sutra fondamentali nel buddismo della Terra Pura conservati nel Bǎojībù del Canone buddista cinese, e che sono: 
- Amitāyurdhyānasūtra (Sutra della contemplazione sul Buddha della vita infinita, 觀無量壽經, giapp. Kammuryōju kyō; T.D. 365.12.340c-346b);
- Amitâbha-sūtra (Sutra di Amitabha, 阿彌陀經 giapp. Amida kyō; T.D. 366.12.346b-348b).
- Sukhāvatī-vyūha-sūtra (Sutra della vita infinita, 無量壽經, pinyin Wúliángshòu jīng, giapp. Muryōju kyō; T.D. 360.12.265c-279a).

Altro testo fondante dello Yūzū Nenbutsu è il Sukhāvatīvyūhopadeśa (Trattato sulla Terra Pura, giapp. 淨土論 Jōdo ron T.D. 1524) di Vasubandhu.
Le dottrine di Ryōnin sottolineano la pratica del nenbutsu ma quando viene invocato il nome del Buddha Amitābha secondo questa scuola l'effetto permea tutto l'universo. Così, invocando il nome di Amitāba viene salvato non solo colui che lo pronuncia, ma anche tutti gli altri che esseri che non lo fanno. Queste dottrine risentono dell'olismo e dell'omnicentrismo propri dell'Avataṃsakasūtra e del Sutra del Loto.

## Il buddismo nel Giappone contemporaneo

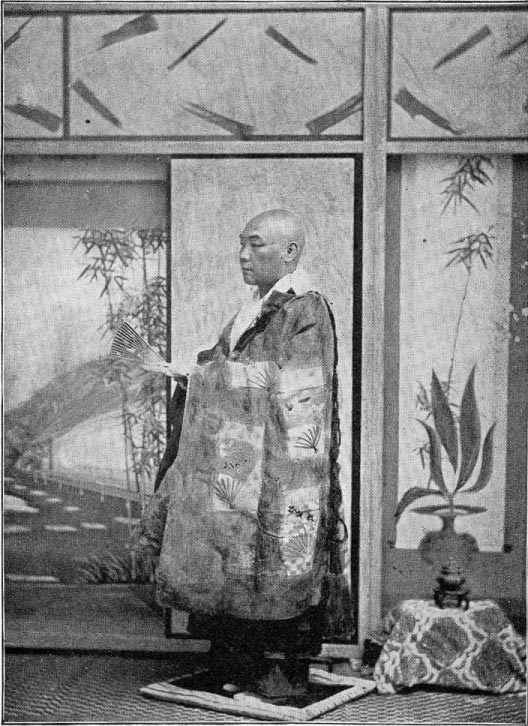
Monaco buddista giapponese, 1897 (anno XXX dell'era Meiji).

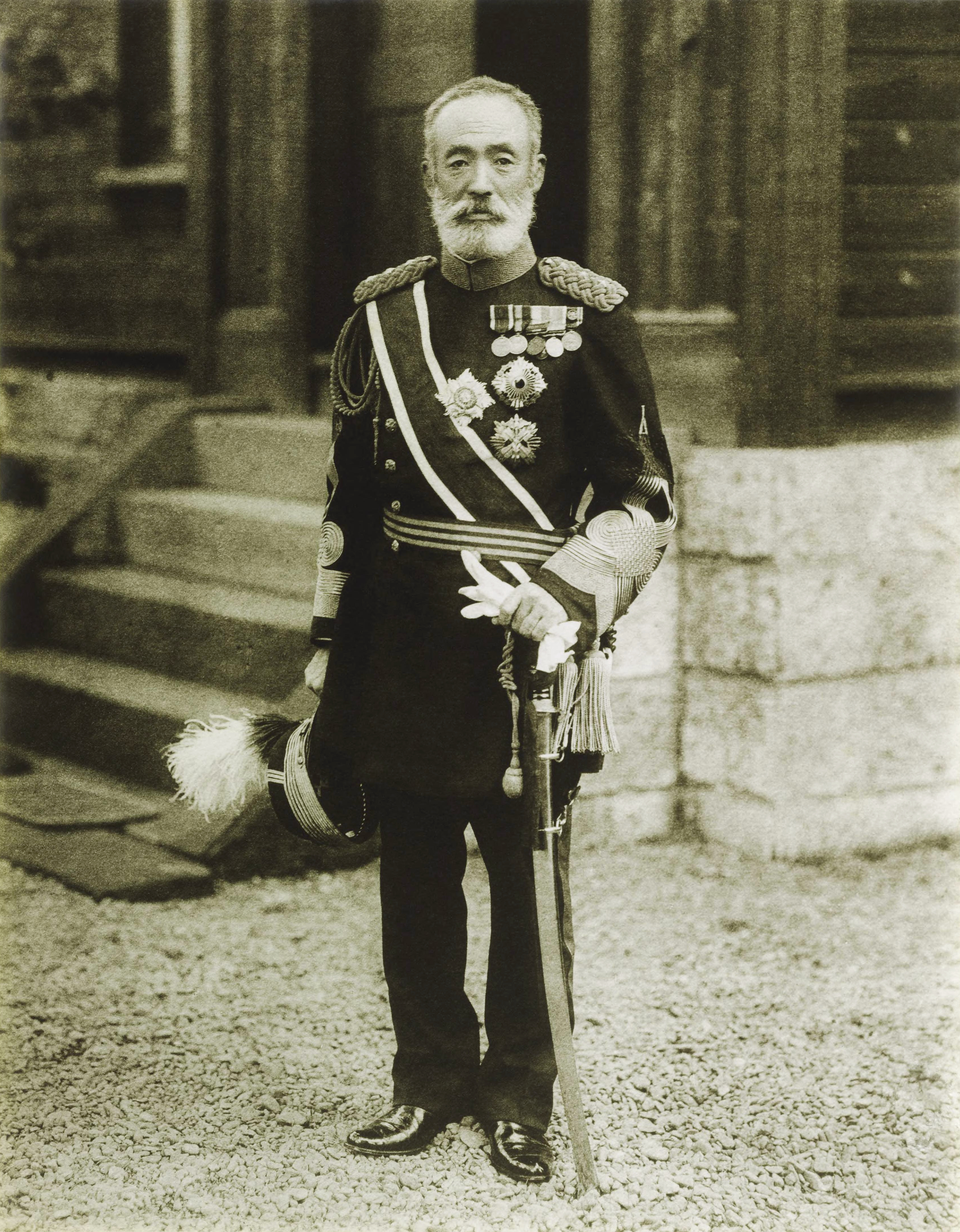
Il generale Nogi Maresuke (乃木希典, 1849-1912), eroe della guerra russo-giapponese e famoso seguace del buddismo Zen.

### Il buddismo nel Periodo Meiji
La modernità inizia in Giappone nel 1868 con il Periodo Meiji che incise profondamente nella cultura e nelle tradizioni di questo paese. Tale periodo fu avviato dalla minaccia militare statunitense provocata dal commodoro Matthew Calbraith Perry (1794-1858) il quale si affacciò nel 1853 con quelle che venivano indicate come navi nere (黒船, kurofune) nella baia di Uraga imponendo al Giappone la riapertura dei suoi porti ai commerci con l'Occidente. A seguito di questo evento il Giappone abolì il bakufu (江戸幕府, Edo bakufu) riconsegnando il potere direttamente nelle mani dell'Imperatore, cancellò la suddivisione in caste ivi compresa quella dei samurai e aprì definitivamente all'Occidente e alla sua cultura.
Anche le scuole religiose risentirono profondamente dei cambiamenti apportati da questa Era ad incominciare proprio dal buddismo che vide ridursi drasticamente l'attenzione dello Stato nei suoi confronti. Il Periodo Meiji è infatti caratterizzato dalla mobilitazione della nazione giapponese sotto l'autorità dell'Imperatore e quindi si fonda su una forte priorità nei confronti dell'antica fede nazionale scintoista che vedeva proprio nell'Imperatore oltre che il suo rappresentante anche la manifestazione terrena della divinità (kami, 神) Amaterasu (天照, dea del Sole), tutto ciò a discapito del buddismo. La proclamazione dello Scintoismo come religione di Stato (Kokka Shintō, 国家神道) e la perdita dei favori governativi, nonché la dichiarata separazione tra le due fedi religiose (shinbutsu bunri, 神仏分離) provocò un generale disorientamento nelle scuole buddiste anche se a livello della popolazione non incise profondamente nel sincretismo da sempre diffuso tra i giapponesi di accompagnare la fede scintoista con le credenze buddiste. Tuttavia i cittadini giapponesi furono obbligati a registrarsi presso i templi locali scintoisti i cui sacerdoti erano nominati tali dal Governo imperiale. Tutto ciò finì per provocare una vera e propria persecuzione del buddismo (haibutsu kishaku, 廃仏毀釈, lett. Cancellare il buddismo e distruggere Shākyamuni) da parte del Governo che provocò la chiusura di oltre quarantamila templi buddisti, la riduzione forzata allo stato laicale di migliaia di monaci e la cancellazione di qualsiasi presenza buddista all'interno dei santuari scintoisti. Questo fino al 1871 quando dopo alcune sanguinose ribellioni da parte della popolazione, soprattutto contadina, a difesa dei monaci buddisti e dopo il consequenziale intervento dell'esercito imperiale, il Governo decise di trovare un accordo con la comunità buddista giapponese.
Accordo che fu all'origine anche della totale acquiescenza delle scuole buddiste nei confronti del Governo durante i processi e le successive condanne a morte per "Alto tradimento" che coinvolse alcuni monaci buddisti anarco-socialisti, come Gudō Uchiyama, nei primi anni del XX secolo. Superate queste gravi crisi, il buddismo giapponese dovette confrontarsi con le missioni cristiane che si andavano diffondendo lungo il paese correlandosi alla sua occidentalizzazione. Questo confronto contribuì alla nascita di associazioni laicali buddiste e alla promozione organizzata di attività caritatevoli, peraltro già presenti nei templi fin dalla fondazione di questa religione.

### Il buddismo secondo la Via imperiale (Kōdō Bukkyō, 行動仏教)

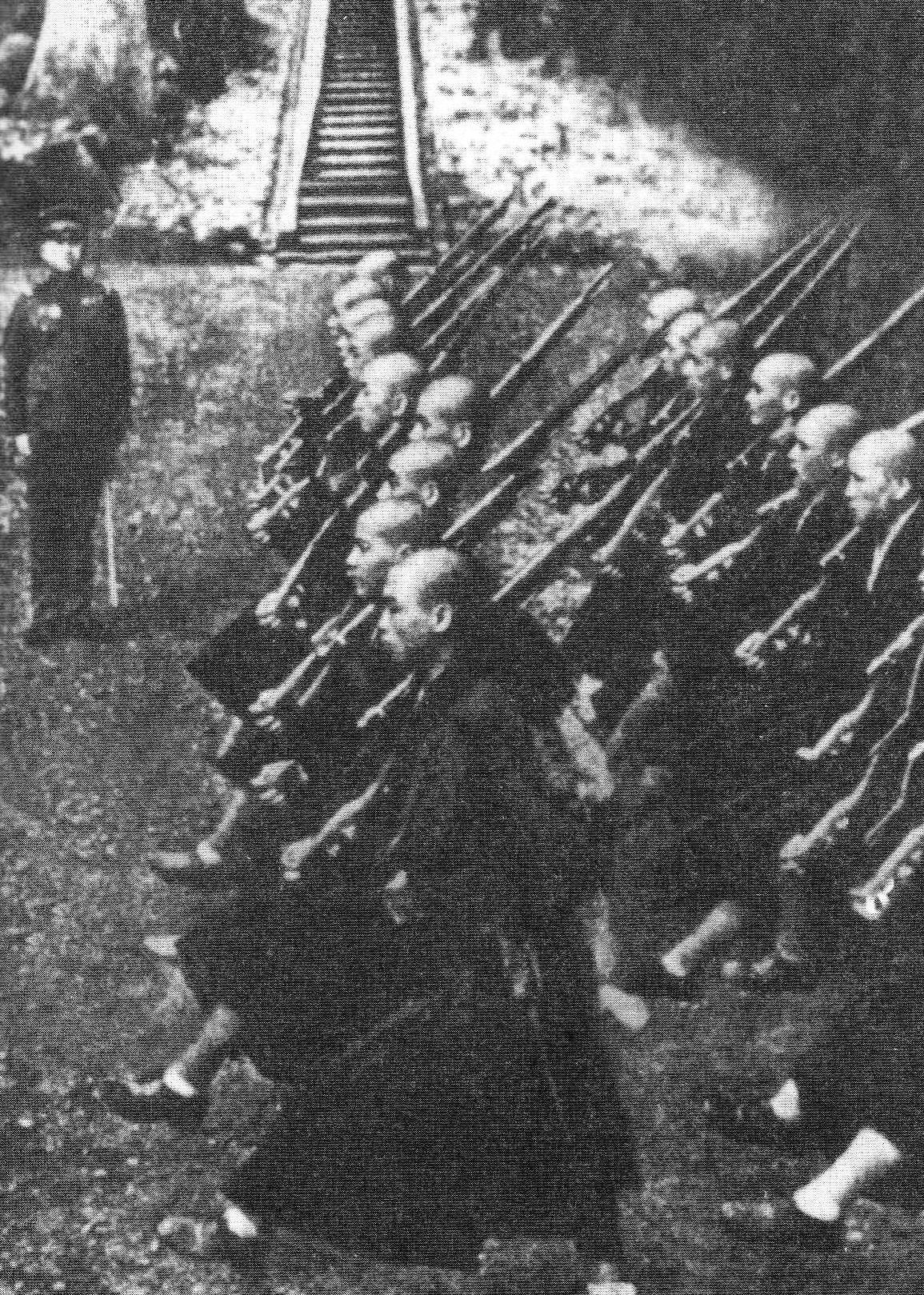
Monaci zen del monastero Eihei-ji (永平寺) durante l'addestramento militare a seguito della mobilitazione generale nel marzo del 1938 (anno XIII dell'era Shōwa).

Con il sopraggiungere della seconda guerra mondiale il governo imperiale sottomise tutte le religioni ad uno stretto controllo per assicurarsi il loro appoggio nell'imminente conflitto. Durante il periodo dell'ultimo conflitto l'appoggio delle scuole buddiste giapponesi nei confronti del Governo fu dunque pressoché totale, tale da far varare una nuova forma di buddismo che si identificava totalmente con la figura dell'imperatore: il Kōdō Bukkyō (行動仏教, Il buddismo secondo la Via imperiale).
Già l'esercito aveva apprezzato la formazione religiosa che alcuni alti ufficiali avevano ricevuto all'interno delle scuole Zen. Lo stesso generale Nogi Maresuke (乃木希典, 1849-1912), considerato l'eroe della guerra russo-giapponese, aveva studiato lo Zen Rinzai sotto il severo maestro Nakahara Nantembō (中原南天榛, 1839-1925) ottenendo il certificato dell'illuminazione.
Esemplificativo di questo atteggiamento di accondiscendenza alle tesi della guerra, fu la posizione del famoso maestro Zen Sōtō Sawaki Kōdō (沢木興道, 1880-1965)
(Sawaki Kōdō Shoji o Akirameru Kata (Il merito per chiarire la vita-morte) in Daihorin maggio 1944, pagg. 6-7. Cit. in Brian Victoria. Lo Zen alla guerra Dogliani CN, Sensibili alle foglie, 2001)
Ma non fu solo lo Zen ad appoggiare lo Stato durante il conflitto, furono, indistintamente, tutte le scuole buddiste. Certamente si registrarono singoli casi di protesta a questo stato di cose, ma furono solo casi individuali. Ciò che spinse il buddismo giapponese ad appoggiare acriticamente il governo imperiale durante la seconda guerra mondiale fu la genuina convinzione che tale guerra fosse una "guerra santa", una guerra di liberazione e di riscatto dell'intero continente asiatico nei confronti del colonialismo occidentale, i soldati giapponesi furono quindi considerati dai buddisti giapponesi dei veri e propri bodhisattva.

### Il buddismo dal secondo Dopoguerra a oggi
| Scuole     | n. Denom. | n. Templi | n. Seguaci |
| ---------- | --------- | --------- | ---------- |
| Nichiren   | 37        | 6 500     | 30 000 000 |
| Jodo-shin  | 10        | 21 000    | 14 000 000 |
| Shingon    | 48        | 12 000    | 12 000 000 |
| Soto Zen   | -         | 15 000    | 5 500 000  |
| Jodo       | 6         | 8 000     | 4 700 000  |
| Tendai     | 20        | 4 000     | 4 500 000  |
| Rinzai Zen | 15        | 6 000     | 3 000 000  |

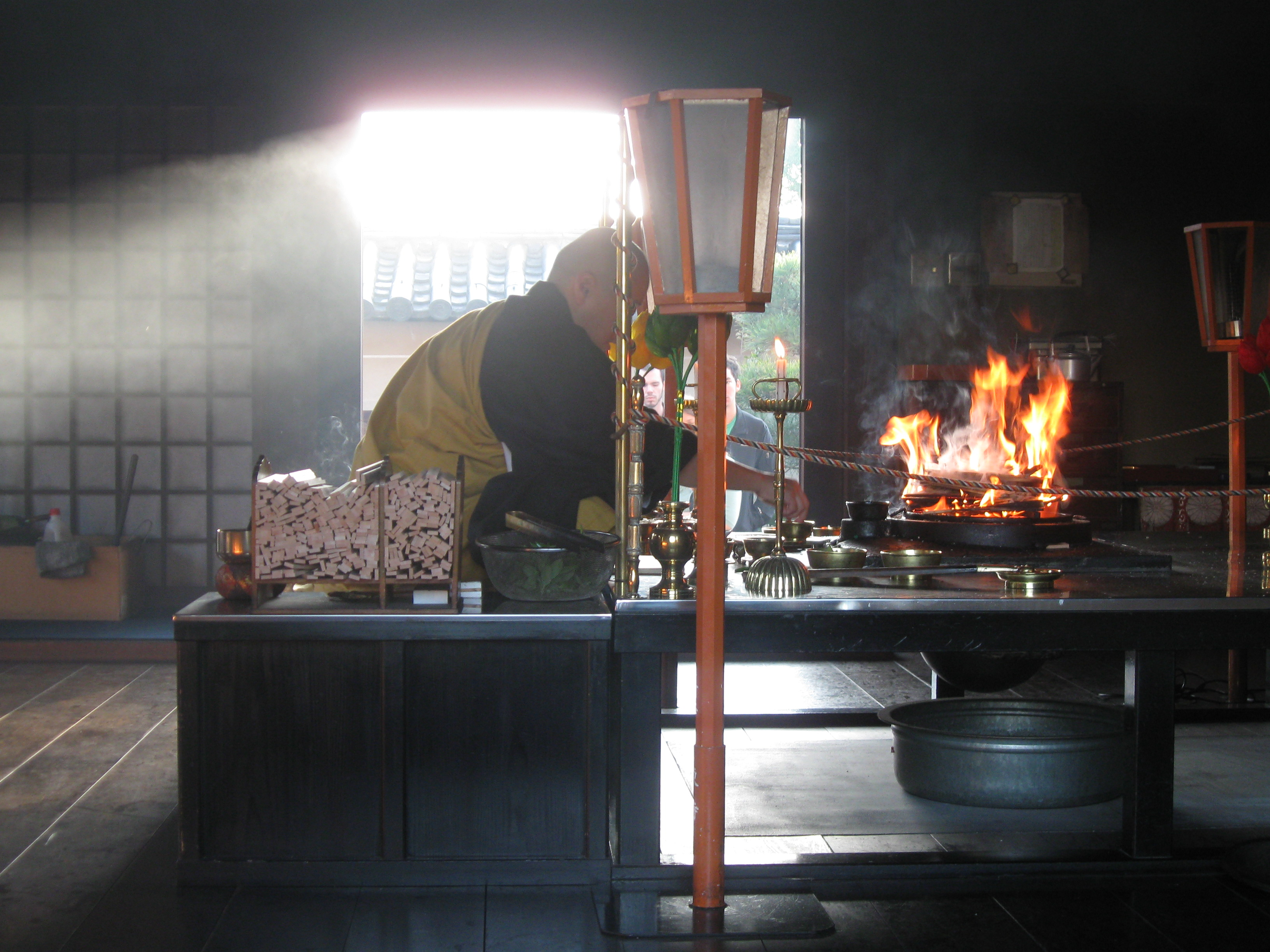
Un monaco shingon mentre celebra l'oblazione al fuoco (goma 護摩).

La Seconda guerra mondiale terminò per il Giappone il 15 agosto 1945 con la sua sconfitta da parte degli Stati Uniti d'America. Tra le clausole del trattato di pace, i vincitori ottennero una radicale rivisitazione della politica interna giapponese e un ridimensionamente delle dottrine shintoiste tra le quali la divinizzazione dello stesso imperatore. Ciò rappresentò anche la fine dello stesso Kōdō Bukkyō e dello stretto controllo statale sulle scuole buddiste.
L'emergere di efferati crimini di guerra commessi dall'esercito giapponese in Cina, ad esempio lo Stupro di Nanchino, se da una parte furono negati da alcuni politici e storici nazionalisti, dall'altra generarono sgomento e riconsiderazione sui presunti valori incarnati dallo stesso Giappone durante questa guerra.
Le scuole buddiste restarono a lungo in silenzio su questi scottanti temi, consapevoli di aver dato un deciso sostegno allo Stato imperiale durante la guerra. Furono gli intellettuali vicino a queste scuole come D.T. Suzuki (鈴木 大拙 Suzuki Daisetsu, 1870–1966) i primi ad aprire il dibattito circa la 'questione morale' del coinvolgimento religioso buddista nella guerra.
Suzuki, anche se egli stesso fu un propugnatore dei valori bellici del buddismo giapponese, decise di condurre un'analisi serrata degli accaduti in un articolo titolato Zenkai Sasshin (Rinnovamento dello Zen) scritto nel 1946 per il periodico Zengaku Kenkyu (禪學研究, Studi nel buddismo zen). In questo articolo pur non negando il valore dell'illuminazione (悟 satori) dei maestri religiosi buddisti sostenne:
(D.T. Suzuki, cit. in Brian Victoria Op.cit. 251)
Nonostante l'intervento di intellettuali come Suzuki, le scuole buddiste giapponesi rimasero a lungo in silenzio su questi temi. Una presa di posizione ufficiale riguarda solo alcune di queste scuole:
la scuola Jōdo Shin (浄土真宗) dichiarò, il 2 aprile 1967, che il proprio sostegno alla guerra fu "un'espressione di grande ignoranza e impudenza da parte nostra. Nel ricordarlo ora veniamo presi da un senso di vergogna da cui non troviamo scampo ..."; mentre la scuola Zen Sōtō (曹洞宗) pubblicò nel 1992 una "Dichiarazione di pentimento" (sanshaubun); un accenno sempre critico nei confronti del sostegno alla guerra è contenuto anche in una dichiarazione datata giugno 1994 da parte di un ramo della scuola Tendai (天台宗).
Il Dopoguerra ha visto anche la massiccia diffusione di nuove scuole laiche soprattutto di ispirazione Nichiren come la Soka Gakkai (創価学会) e la Risshō Kōsei Kai (立正佼成会).
Tra le nuove scuole laiche un caso particolare è quello di Shinnyo-en (真如苑 Giardino senza Confini della Verità) che nasce dalla scuola Daigo del buddismo esoterico Shingon. Il buddismo esoterico Shinnyo è praticato contemporaneamente da laici e monaci e i suoi insegnamenti sono basati sul Mahāparinirvāṇa Sūtra. La tradizione Shinnyo è poi integrata da insegnamenti tradizionali Theravada, Mahayana e Vajrayana uniti a insegnamenti e pratiche stabilite dal Maestro fondatore di Shinnyo-en, Shinjō Itō, Gran Maestro (大阿闍梨 dai ajari) del buddismo Shingon.
Secondo gli studiosi statunitensi Richard H. Robinson e Willard L. Johnson i sondaggi di opinione indicherebbero che molti giapponesi non si identificano più in una religione specifica. L'interesse per il buddismo riguarda essenzialmente due differenti gruppi: il mondo rurale che per tradizione secolare si rivolge ai templi locali per i servizi religiosi e la classe colta delle città che si rivolge al pensiero buddista come "filosofia critica" o "tecnica meditativa" di tipo psicoterapeutico o spirituale. Gli altri giapponesi si rivolgono alle scuole buddhiste come "buddismo funerario" per la funzione sociale a cui sono relegati molti dei monaci buddisti, coinvolti al solo scopo di celebrare quel genere di funzioni religiose.

### Principali templi buddisti giapponesi
I principali templi buddisti giapponesi suddivisi per scuole e denominazioni.
I templi il cui nome finisce in ji o dera (寺, templi) possono essere considerati più ampi (ma non per questo più importanti) rispetto a quelli che terminano con in ( 院, padiglioni). In genere un tempio(ji o dera) è costituito da più in, ma anche da sale per il culto (do, 堂) e da un alto stupa (tō, 塔).
| Scuola        | Tempio        | Denominazione       | Indirizzo                                                                               |
| ------------- | ------------- | ------------------- | --------------------------------------------------------------------------------------- |
| Hosso         | Yakushi-ji    | Hosso-shu           | 457, Nishinokyo-Machi, Nara-shi, Nara                                                   |
| Hosso         | Kyomizu-dera  | Kitahosso-shu       | 1-294, Kyonmizu, Higashiyama-ku, Kyoto-shi, Kyoto                                       |
| Kegon         | Tōdai-ji      | Kegon-shu           | 406-1, Zoshi-cho, Nara-shi, Nara                                                        |
| Ritsu         | Tōshōdai-ji   | Ritsu shu           | 13-46, Gojo-cho, Nara-shi, Nara                                                         |
| Tendai        | Enryaku-ji    | Tendai shu          | 17712-1, Sakamoto, Honmachi, Otsu-shi, Shiga                                            |
| Tendai        | Sensō-ji      | Shokannon-shu       | 2-3-1, Asakusa, Taito-ku, Tokyo                                                         |
| Tendai        | Shitennō-ji   | Wa-shu              | 1-11-18, Shitennoji, Tennoji-ku, Osaka-shi, Osaka                                       |
| Shingon       | Kongobu-ji    | Koyasan Shingon-shu | 132, Oaza, Koyasan, Koya-cho, Ito-gun, Wakayama                                         |
| Shingon       | Daigo-ji      | Shingon-shu Daigoha | 22, Daigo, Higashi Oji-cho, Fushimi-ku, Kyoto-shi, Kyoto                                |
| Yuzu Nenbutsu | Dainenbutu-ji | Yuzu Nenbutsu shu   | 1-7-26, Hirano Ue-machi, Hirano-ku, Osaka-shi, Osaka                                    |
| Ji            | Syojyoko-ji   | Ji shu              | 1-8-1, Nishitomi, Fujisawa-shi, Kanagawa                                                |
| Jodo          | Chion-in      | Jodo shu            | 400, ShinbashiYamato-oji, Higashi-iru, 3 chome, Higashiyama-ku, Kyoto-shi, Kyoto        |
| Jodo          | Komyo-ji      | Jodo shu            | 26-1, Sajo-no-uchi, Awao Nagaokakyo-shi, Kyoto                                          |
| Jodo-shin     | Hongwan-ji    | Jodo-shin shu       | Hongwanji, Monzen-cho, Horikawa-dori, Hanayamachi, sagaru, Nagakyo-ku, Kyoto-shi, Kyoto |
| Jodo-shin     | Hongan-ji     | Shinshu Otaniha     | 754, Tokiwa-cho, Karasuma-dori, Shichijo-agaru, Shimogyo-ku, Kyoto-shi, Kyoto           |
| Zen Rinzai    | Kencho-ji     | Kenchojiha          | 8, Yamanouchi, Kamakura-shi, Kanagawa                                                   |
| Zen Rinzai    | Nanzenji      | Nanzenjiha          | Nanzenji, Fukuchi-cho, Sakyo-ku, Kyoto-shi, Kyoto                                       |
| Zen Rinzai    | Daitoku-ji    | Daitokujiha         | 53, Murasakino, Daitokuji-machi, Kitaku, Kyoto-shi, Kyoto                               |
| Zen Rinzai    | Myoshin-ji    | Myoshinjiha         | 64, Hanazono, Myoshinji-machi, Ukyo-ku, Kyoto-shi, Kyoto                                |
| Zen Soto      | Eihei-ji      | Sotoshu             | Eihei-ji-cho, Yoshida-gun, Fukui                                                        |
| Zen Soto      | Soji-ji       | Sotoshu             | 2-1-1, Tsurumi, Tsurumi-ku, Yokohama-shi, Kanagawa                                      |
| Nichiren      | Kuon-ji       | Nichirenshu         | 3567, Minobu, Minobu-cho, Minamikoma-gun, Yamanashi                                     |
| Zen Obaku     | Mampuku-ji    | Obakushu            | Gokanosho, Uji-shi, Kyoto                                                               |